# Liste des joueurs du Cercle de Bruges
Cette liste reprend les 841 joueurs de football qui ont évolué au Cercle Bruges KSV depuis la fondation du club.
Date de mise à jour des joueurs : 25 septembre 2018 et de leurs statistiques : 30 juin 2018
- Haut – A
- B
- C
- D
- E
- F
- G
- H
- I
- J
- K
- L
- M
- N
- O
- P
- Q
- R
- S
- T
- U
- V
- W
- X
- Y
- Z

## A
| Joueur             | Nationalité        | Position          | Date de naissance | Période(s) | Matches (dont D1) | Buts |
| ------------------ | ------------------ | ----------------- | ----------------- | ---------- | ----------------- | ---- |
| Nacer Abdellah     | Maroc              | Défenseur         | 3/03/1966         | 1990-1993  | 75 (72)           | 1    |
| Jacques Acket      | Belgique           | Gardien de but    | 14/04/1934        | 1959-1962  | 4 (1)             | 0    |
| Maurice Adamson    | Belgique           | Attaquant         | 17/03/1890        | 1907-1908  | 2 (2)             | 0    |
| Xavier Aelter      | Belgique           | Défenseur         | 29/11/1969        | 1990-1991  | 1 (1)             | 0    |
| André Aerts        | Belgique           | Gardien de but    | 11/01/1909        | 1928-1931  | 4 (4)             | 0    |
| Ernest Aerts       | Belgique           | Attaquant         | 24/07/1898        | 1920-1926  | 17 (17)           | 9    |
| Muisi Ajao         | Nigeria            | Défenseur         | 2/12/1978         | 1996-1997  | 8 (5)             | 0    |
| Patrick Albert     | Belgique           | Gardien de but    | 13/11/1951        | 1970-1976  | 41 (38)           | 0    |
| Nabil Alioui       | France             | Attaquant         | 18/02/1999        | 2018-...   | 0 (0)             | 0    |
| Johan Allemeersch  | Belgique           | Attaquant         | 31/08/1944        | 1961-1968  | 115 (76)          | 9    |
| Germain Alleyn     | Belgique           | Attaquant         | 11/05/1894        | 1911-1923  | 80 (77)           | 24   |
| Jasper Ameye       | Belgique           | Défenseur         | 20/04/1994        | 2014       | 1 (1)             | 0    |
| Christian Andersen | Danemark           | Défenseur         | 28/09/1944        | 1975-1976  | 7 (5)             | 0    |
| Anthony Annicaert  | Belgique           | Attaquant         | 9/10/1973         | 1991-1998  | 101 (93)          | 12   |
| Albert Antjon      | Belgique           | Défenseur         | 26/01/1941        | 1965-1972  | 204 (50)          | 17   |
| Kévin Appin        | France             | Milieu de terrain | 20/01/1998        | 2018-...   | 1 (0)             | 0    |
| Carlens Arcus      | Haïti              | Défenseur         | 28/06/1996        | 2017       | 1 (0)             | 0    |
| Wouter Artz        | Pays-Bas           | Défenseur         | 14/03/1985        | 2006-2009  | 3 (3)             | 0    |
| Kristof Arys       | Belgique           | Attaquant         | 27/06/1977        | 2002-2004  | 39 (25)           | 10   |
| Isaac Asare        | Ghana              | Défenseur         | 1/09/1974         | 1997-1999  | 55 (0)            | 0    |
| Erhard Auerbach    | Danemark           | Attaquant         | 14/08/1953        | 1978-1980  | 38 (10)           | 10   |
| Alen Avdić         | Bosnie-Herzégovine | Attaquant         | 3/04/1977         | 1998-1999  | 20 (0)            | 3    |
| David Avonture     | Belgique           | Attaquant         | 29/04/1979        | 2000-2002  | 61 (0)            | 13   |

## B
| Joueur              | Nationalité                      | Position          | Date de naissance | Période(s)           | Matches (dont D1) | Buts |
| ------------------- | -------------------------------- | ----------------- | ----------------- | -------------------- | ----------------- | ---- |
| Aimé Baas           | Pays-Bas                         | Milieu de terrain | 16/10/1932        | 1957-1962            | 101 (15)          | 0    |
| Stipe Bačelić-Grgić | Croatie                          | Milieu de terrain | 16/02/1988        | 2014-2015            | 28 (24)           | 2    |
| Albéric Baelen      | Belgique                         | Gardien de but    | ?                 | 1900-1901            | 1 (1)             | 0    |
| Aimé Baert          | Belgique                         | Milieu de terrain | 25/03/1932        | 1956-1958            | 2 (0)             | 0    |
| Omer Baervoets      | Belgique                         | Attaquant         | 3/07/1933         | 1953-1957            | 19 (0)            | 4    |
| Dominique Baes      | Belgique                         | Défenseur         | 3/02/1893         | 1911-1914            | 57 (52)           | 13   |
| Louis Baes          | Belgique                         | Défenseur         | 15/06/1899        | 1919-1934            | 311 (303)         | 19   |
| Omer Baes           | Belgique                         | Gardien de but    | 15/01/1889        | 1908-1924            | 166 (160)         | 0    |
| Grégorio Bahamonde  | Espagne                          | Milieu de terrain | 8/08/1952         | 1977-1980            | 51 (29)           | 8    |
| Gilbert Bailliu     | Belgique                         | Attaquant         | 4/09/1936         | 1947-1966            | 221 (112)         | 98   |
| Mushaga Bakenga     | Norvège                          | Attaquant         | 8/08/1992         | 2012-2013            | 38 (32)           | 12   |
| Amido Baldé         | Portugal                         | Attaquant         | 16/05/1991        | 2011-2012            | 22 (21)           | 6    |
| Alfons Ballegeer    | Belgique                         | Défenseur         | 28/08/1912        | 1937-1944            | 48 (46)           | 0    |
| Ronny Ballegeer     | Belgique                         | Défenseur         | 27/01/1949        | 1971-1973            | 2 (2)             | 0    |
| Ndama Bapupa        | République démocratique du Congo | Défenseur         | 30/06/1972        | 2001-2002            | 8 (0)             | 0    |
| Keith Barker        | Angleterre                       | Attaquant         | 21/10/1986        | 2006                 | 0 (0)             | 0    |
| Leen Barth          | Pays-Bas                         | Gardien de but    | 11/01/1952        | 1981-1985            | 129 (117)         | 0    |
| Célestin Bauwens    | Belgique                         | Attaquant         | 19/07/1913        | 1942-1944            | 29 (29)           | 9    |
| Germain Becu        | Belgique                         | Milieu de terrain | 12/12/1899        | 1922-1932            | 15 (14)           | 0    |
| Roland Beelen       | Belgique                         | Milieu de terrain | 19/04/1948        | 1973-1974            | 13 (11)           | 0    |
| Ricky Begeyn        | Belgique                         | Gardien de but    | 20/08/1976        | 1998-2000, 2002-2005 | 156 (47)          | 0    |
| Dirk Beheydt        | Belgique                         | Attaquant         | 17/10/1951        | 1975-1984            | 295 (270)         | 115  |
| Ignace Bekemans     | Belgique                         | Attaquant         | 19/01/1923        | 1941-1947            | 9 (4)             | 0    |
| Mehdi Beneddine     | France                           | Défenseur         | 26/02/1996        | 2017                 | 10 (0)            | 0    |
| Albéric Berghman    | Belgique                         | Défenseur         | 30/01/1882        | 1900-1901            | 7 (7)             | 0    |
| Franck Bernhard     | France                           | Défenseur         | 7/03/1976         | 1998-2001            | 58 (0)            | 2    |
| Paolino Bertaccini  | Belgique                         | Attaquant         | 19/11/1997        | 2016-2017            | 22 (0)            | 1    |
| Mohamed Berthé      | France                           | Attaquant         | 12/09/1972        | 2002-2004            | 38 (6)            | 11   |
| Prudent Bettens     | Belgique                         | Milieu de terrain | 4/07/1943         | 1971-1973            | 34 (31)           | 5    |
| Bernard Beuken      | Belgique                         | Défenseur         | 28/02/1971        | 1992-1996            | 78 (74)           | 1    |
| Daniel Beun         | Belgique                         | Milieu de terrain | 31/07/1907        | 1927-1928            | 5 (5)             | 0    |
| Arthur Beuselinck   | Belgique                         | Attaquant         | 10/12/1922        | 1941-1944            | 5 (5)             | 2    |
| Éric Beyrens        | Belgique                         | Milieu de terrain | 31/10/1949        | 1973-1976            | 28 (26)           | 5    |
| Michel Billen       | Belgique                         | Défenseur         | 17/02/1951        | 1973-1974            | 13 (12)           | 0    |
| Robert Billiet      | Belgique                         | Milieu de terrain | 1/02/1912         | 1937-1946            | 53 (27)           | 6    |
| Johnny Bleyaert     | Belgique                         | Défenseur         | 6/01/1972         | 1988-1989            | 1 (1)             | 0    |
| Maurice Blieck      | Belgique                         | Attaquant         | 19/04/1913        | 1933-1936            | 37 (37)           | 21   |
| Roger Blieck        | Belgique                         | Défenseur         | 7/06/1930         | 1952-1956            | 33 (0)            | 1    |
| Roger Blieck        | Belgique                         | Défenseur         | 18/05/1941        | 1966-1969            | 89 (0)            | 30   |
| Joseph Boereboom    | Belgique                         | Milieu de terrain | 6/10/1879         | 1903-1906            | 26 (26)           | 1    |
| Roland Boey         | Belgique                         | Milieu de terrain | 27/01/1947        | 1971-1976            | 155 (142)         | 9    |
| Johnny Bogaert      | Belgique                         | Défenseur         | 13/09/1947        | 1966-1973            | 201 (43)          | 1    |
| Joris Bogaert       | Belgique                         | Milieu de terrain | 8/06/1945         | 1964-1972            | 117 (11)          | 11   |
| Joaquín Boghossian  | Uruguay                          | Attaquant         | 19/06/1987        | 2013                 | 6 (6)             | 1    |
| Frederik Boi        | Belgique                         | Milieu de terrain | 25/10/1981        | 2000-2011, 2013-2014 | 325 (269)         | 34   |
| Zoran Bojović       | Yougoslavie                      | Milieu de terrain | 20/11/1956        | 1985-1987            | 75 (59)           | 10   |
| Achille Bonami      | Belgique                         | Milieu de terrain | 11/11/1910        | 1933-1935            | 16 (16)           | 0    |
| Adrien Bongiovanni  | Belgique                         | Attaquant         | 20/09/1999        | 2018-...             | 0 (0)             | 0    |
| Vital Borkelmans    | Belgique                         | Défenseur         | 1/06/1963         | 2002-2004            | 67 (27)           | 5    |
| Ronny Borloo        | Belgique                         | Défenseur         | 10/06/1961        | 1986-1989            | 90 (81)           | 1    |
| Axel Bossekota      | France                           | Milieu de terrain | 9/04/1989         | 2015                 | 5 (0)             | 0    |
| Pierre Bourdin      | France                           | Défenseur         | 6/01/1994         | 2014-2017            | 99 (28)           | 5    |
| Bojan Božović       | Macédoine                        | Attaquant         | 3/02/1985         | 2009-2010            | 27 (23)           | 6    |
| Mitchell Braafhart  | Pays-Bas                         | Gardien de but    | 1/01/1995         | 2012-2013            | 0 (0)             | 0    |
| Robert Braet        | Belgique                         | Gardien de but    | 11/02/1912        | 1928-1948            | 352 (350)         | 0    |
| Sebastiaan Brebels  | Belgique                         | Milieu de terrain | 5/05/1995         | 2017                 | 13 (0)            | 0    |
| Benoît Brilleman    | Belgique                         | Milieu de terrain | 29/01/1899        | 1919-1929            | 215 (209)         | 5    |
| Jackie Brinckman    | Belgique                         | Attaquant         | 16/03/1945        | 1966-1967            | 2 (0)             | 0    |
| Geert Broeckaert    | Belgique                         | Milieu de terrain | 15/11/1960        | 1978-1991            | 376 (336)         | 19   |
| Gérard Brulez       | Belgique                         | Milieu de terrain | 18/01/1909        | 1929-1932            | 1 (1)             | 0    |
| Fernand Bruneel     | Belgique                         | Attaquant         | 3/03/1931         | 1952-1955            | 9 (0)             | 2    |
| Gianni Brunello     | Belgique                         | Défenseur         | 13/01/1966        | 1984-1985            | 1 (1)             | 0    |
| Gianni Bruno        | Belgique                         | Attaquant         | 19/08/1991        | 2017-...             | 14 (0)            | 3    |
| Ole Budtz           | Danemark                         | Attaquant         | 20/04/1979        | 2002-2004            | 36 (3)            | 13   |
| Thomas Buffel       | Belgique                         | Milieu de terrain | 19/02/1981        | 2008-2010            | 39 (34)           | 5    |
| Jules Bulckaert     | Belgique                         | Défenseur         | 24/05/1883        | 1903-1911            | 49 (49)           | 3    |
| Raoul Bullynck      | Belgique                         | Attaquant         | 25/12/1933        | 1953-1954            | 1 (0)             | 0    |
| Stephen Buyl        | Belgique                         | Milieu de terrain | 2/09/1992         | 2012-2015, 2017      | 72 (53)           | 17   |
| Eric Buyse          | Belgique                         | Attaquant         | 27/03/1940        | 1959-1970            | 265 (117)         | 55   |
| Bart Buysse         | Belgique                         | Défenseur         | 16/10/1986        | 2013-2015            | 61 (54)           | 2    |
| Joe Bwalya          | Zambie                           | Attaquant         | 24/10/1972        | 1991-1998            | 33 (25)           | 1    |
| Kalusha Bwalya      | Zambie                           | Attaquant         | 16/08/1963        | 1985-1989            | 115 (98)          | 35   |

## C
| Joueur                    | Nationalité | Position          | Date de naissance | Période(s) | Matches (dont D1) | Buts |
| ------------------------- | ----------- | ----------------- | ----------------- | ---------- | ----------------- | ---- |
| Jinty Caenepeel           | Belgique    | Attaquant         | 18/07/1996        | 2015       | 9 (7)             | 1    |
| Marc Calcoen              | Belgique    | Milieu de terrain | 18/09/1958        | 1977-1978  | 4 (4)             | 0    |
| Raymond Callens           | Belgique    | Milieu de terrain | 20/04/1935        | 1957-1958  | 2 (0)             | 0    |
| Abdoulaye Camara          | Mali        | Milieu de terrain | 2/01/1980         | 2000-2001  | 32 (0)            | 5    |
| Kader Camara              | Guinée      | Milieu de terrain | 18/03/1982        | 2002-2004  | 56 (22)           | 0    |
| Alex Camerman             | Belgique    | Défenseur         | 17/05/1969        | 1994-1997  | 89 (78)           | 2    |
| Irvin Cardona             | France      | Attaquant         | 8/08/1997         | 2017-...   | 18 (0)            | 9    |
| Franky Carlier            | Belgique    | Défenseur         | 7/05/1946         | 1967-1969  | 22 (0)            | 0    |
| Peter Carly               | Belgique    | Défenseur         | 14/05/1962        | 1981-1992  | 201 (179)         | 7    |
| Geraldo da Rocha Carvalho | Portugal    | Attaquant         | 13/07/1932        | 1968-1970  | 62 (0)            | 14   |
| William Carvalho          | Portugal    | Milieu de terrain | 7/04/1992         | 2012-2013  | 51 (47)           | 3    |
| Edmond Casteleyn          | Belgique    | Gardien de but    | 14/11/1881        | 1905-1906  | 1 (1)             | 0    |
| Henri Catry               | Belgique    | Attaquant         | 22/05/1890        | 1910-1911  | 1 (1)             | 0    |
| Ned Charles               | Maurice     | Attaquant         | 27/05/1958        | 1979-1980  | 3 (2)             | 0    |
| Marius Cheregi            | Roumanie    | Défenseur         | 4/10/1967         | 1993-1994  | 12 (11)           | 1    |
| Tafsir Chérif             | Guinée      | Attaquant         | 19/06/1996        | 2016-2017  | 1 (0)             | 0    |
| André Cherlet             | Belgique    | Attaquant         | 4/12/1931         | 1948-1956  | 103 (0)           | 26   |
| Aschwin Christina         | Pays-Bas    | Attaquant         | 26/08/1977        | 2001-2002  | 37 (0)            | 2    |
| Olivier Claessens         | Belgique    | Attaquant         | 22/12/1989        | 2009-2010  | 8 (8)             | 0    |
| Adolphe Claeys            | Belgique    | Attaquant         | 11/06/1878        | 1900-1901  | 5 (5)             | 0    |
| Geert Claeys              | Belgique    | Milieu de terrain | 21/05/1965        | 1983-1988  | 17 (13)           | 0    |
| Geoffrey Claeys           | Belgique    | Défenseur         | 5/10/1974         | 1992-1996  | 85 (77)           | 6    |
| Jean Claeys               | Belgique    | Attaquant         | 10/04/1900        | 1920-1923  | 17 (17)           | 1    |
| Octave Claeys             | Belgique    | Gardien de but    | 23/03/1878        | 1903-1904  | 1 (1)             | 0    |
| Rik Claeys                | Belgique    | Milieu de terrain | 9/05/1969         | 1986-1987  | 7 (5)             | 0    |
| Roger Claeys              | Belgique    | Milieu de terrain | 6/03/1924         | 1941-1957  | 362 (52)          | 48   |
| David Coeman              | Belgique    | Gardien de but    | 9/09/1981         | 2001-2002  | 2 (0)             | 0    |
| Geert Coens               | Belgique    | Milieu de terrain | 23/11/1959        | 1977-1982  | 16 (16)           | 0    |
| Joseph Cools              | Belgique    | Attaquant         | 7/01/1901         | 1922-1926  | 12 (12)           | 2    |
| Peter Cooman              | Belgique    | Défenseur         | 8/08/1968         | 1988-1992  | 117 (112)         | 2    |
| Maurice Coopman           | Belgique    | Attaquant         | 1/04/1939         | 1962-1963  | 3 (3)             | 0    |
| Davy Cooreman             | Belgique    | Milieu de terrain | 27/01/1971        | 1995-1998  | 129 (88)          | 30   |
| Jo Coppens                | Belgique    | Gardien de but    | 21/12/1990        | 2008-2014  | 54 (48)           | 0    |
| Hans Cornelis             | Belgique    | Défenseur         | 13/10/1982        | 2009-2015  | 207 (179)         | 9    |
| Carl Cornelissen          | Belgique    | Attaquant         | 18/11/1958        | 1985-1986  | 41 (32)           | 17   |
| Jean Corthouts            | Belgique    | Milieu de terrain | 30/11/1947        | 1973-1975  | 47 (38)           | 7    |
| Maurice Coulleit          | Belgique    | Défenseur         | 22/10/1906        | 1930-1931  | 2 (2)             | 0    |
| Walther Coulleit          | Belgique    | Attaquant         | 3/11/1908         | 1926-1928  | 2 (2)             | 0    |
| Paul Courant              | Belgique    | Milieu de terrain | 1/11/1949         | 1981-1986  | 112 (96)          | 19   |
| Émile Cousin              | Belgique    | Attaquant         | ?                 | 1905-1906  | 7 (7)             | 3    |
| Niels Coussement          | Belgique    | Milieu de terrain | 2/02/1991         | 1988-1992  | 23 (0)            | 0    |
| Basil Cowan               | Belgique    | Attaquant         | 23/05/1884        | 1900-1901  | 1 (1)             | 0    |
| Dimitri Craeye            | Belgique    | Attaquant         | 24/03/1965        | 1983-1986  | 20 (20)           | 0    |
| Willy Craeye              | Belgique    | Attaquant         | 4/09/1939         | 1956-1958  | 12 (0)            | 1    |
| Georges Crampe            | Belgique    | Attaquant         | 21/03/1923        | 1941-1944  | 22 (22)           | 9    |
| Maurice Crépain           | Belgique    | Défenseur         | 6/05/1923         | 1941-1958  | 307 (30)          | 7    |
| Henri Croenen             | Belgique    | Gardien de but    | 15/09/1919        | 1936-1937  | 2 (0)             | 0    |
| Barcelos Crysan           | Brésil      | Attaquant         | 7/07/1996         | 2017-2018  | 28 (0)            | 6    |

## D
| Joueur                           | Nationalité | Position          | Date de naissance | Période(s)           | Matches (dont D1) | Buts |
| -------------------------------- | ----------- | ----------------- | ----------------- | -------------------- | ----------------- | ---- |
| Eric Daels                       | Belgique    | Attaquant         | 4/08/1936         | 1960-1965            | 102 (73)          | 36   |
| Björn Daeninck                   | Belgique    | Attaquant         | 18/02/1987        | 2006-2007            | 1 (1)             | 0    |
| Albéric Daled                    | Belgique    | Défenseur         | 3/05/1889         | 1905-1913            | 37 (37)           | 2    |
| Eric Damman                      | Belgique    | Attaquant         | 16/01/1941        | 1961-1963            | 7 (7)             | 0    |
| Raymond Danneels                 | Belgique    | Attaquant         | 18/03/1923        | 1941-1950            | 65 (51)           | 14   |
| Rubin Dantschotter               | Belgique    | Gardien de but    | 18/02/1986        | 2005-2010            | 21 (20)           | 0    |
| Willy Dasseville                 | Belgique    | Attaquant         | 22/05/1914        | 1941-1944            | 81 (81)           | 14   |
| Raoul Daufresne de la Chevalerie | Belgique    | Attaquant         | 17/05/1881        | 1903-1907            | 35 (35)           | 5    |
| Jacques Dautricourt              | Belgique    | Attaquant         | 21/03/1917        | 1936-1938            | 8 (0)             | 1    |
| Réginald Dautricourt             | Belgique    | Défenseur         | 25/11/1914        | 1937-1938            | 2 (0)             | 0    |
| Georges Daveloose                | Belgique    | Milieu de terrain | 7/05/1900         | 1920-1925            | 27 (27)           | 0    |
| Mario David                      | Belgique    | Gardien de but    | 7/03/1970         | 1992-1993            | 1 (1)             | 0    |
| Alfons De Backer                 | Belgique    | Attaquant         | 7/11/1920         | 1938-1939            | 10 (10)           | 2    |
| Dylan De Belder                  | Belgique    | Attaquant         | 3/04/1992         | 2017-...             | 27 (0)            | 5    |
| Alex De Beule                    | Belgique    | Attaquant         | 3/02/1945         | 1965-1966            | 22 (21)           | 5    |
| Thomas De Bie                    | Belgique    | Gardien de but    | 29/01/1997        | 2014-2017            | 6 (0)             | 0    |
| Thijs de Boevere                 | Belgique    | Gardien de but    | 5/02/1992         | 2012                 | 0 (0)             | 0    |
| Prosper De Bois                  | Belgique    | Défenseur         | 15/06/1907        | 1927-1937            | 227 (213)         | 0    |
| Gérard De Breuck                 | Belgique    | Milieu de terrain | 16/05/1930        | 1948-1952            | 9 (0)             | 0    |
| Johan De Buyser                  | Belgique    | Défenseur         | 5/11/1948         | 1966-1969            | 20 (0)            | 1    |
| Marc De Buyser                   | Belgique    | Attaquant         | 13/11/1963        | 1989-1995            | 146 (140)         | 23   |
| Émile De Buysere                 | Belgique    | Milieu de terrain | 3/01/1894         | 1912-1913            | 3 (3)             | 0    |
| Robert De Buysere                | Belgique    | Défenseur         | 19/10/1918        | 1936-1946            | 26 (22)           | 0    |
| Jacques De Caluwé                | Belgique    | Milieu de terrain | 6/03/1934         | 1951-1966            | 354 (120)         | 32   |
| Jérôme De Caluwé                 | Belgique    | Attaquant         | 11/09/1877        | 1901-1904            | 8 (8)             | 3    |
| Robert De Caluwé                 | Belgique    | Attaquant         | 3/07/1937         | 1956-1957            | 4 (0)             | 1    |
| Alain De Clercq                  | Belgique    | Milieu de terrain | 18/05/1969        | 1987-1990            | 2 (2)             | 0    |
| Willy De Cock                    | Belgique    | Défenseur         | 23/05/1935        | 1961-1966            | 104 (99)          | 1    |
| Jilke De Coninck                 | Belgique    | Milieu de terrain | 09/01/1995        | 2013-2014            | 7 (7)             | 0    |
| Fernand De Corte                 | Belgique    | Gardien de but    | 27/08/1922        | 1941-1951            | 113 (12)          | 0    |
| Maurice De Corte                 | Belgique    | Défenseur         | 17/09/1890        | 1907-1912            | 49 (49)           | 2    |
| Gino De Craemer                  | Belgique    | Milieu de terrain | 10/05/1963        | 1983-1984            | 1 (1)             | 0    |
| Steven De Croock                 | Belgique    | Défenseur         | 14/06/1978        | 1998-1999            | 1 (0)             | 0    |
| Aurèle De Decker                 | Belgique    | Attaquant         | 5/09/1935         | 1958-1959            | 1 (0)             | 0    |
| Gilbert De Duytsche              | Belgique    | Gardien de but    | 7/12/1923         | 1947-1949            | 7 (0)             | 0    |
| Étienne De Grande                | Belgique    | Défenseur         | 10/07/1927        | 1945-1954            | 123 (25)          | 1    |
| Albert De Gruyter                | Belgique    | Milieu de terrain | 28/06/1915        | 1933-1934            | 1 (1)             | 0    |
| Wouter De Jonckheere             | Belgique    | Milieu de terrain | 10/01/1983        | 2000-2002            | 2 (0)             | 0    |
| Dennes De Kegel                  | Belgique    | Défenseur         | 7/04/1994         | 2014-2016            | 45 (14)           | 0    |
| Albert De Kimpe                  | Belgique    | Attaquant         | 13/03/1920        | 1942-1943            | 19 (19)           | 10   |
| Jan de Koning                    | Pays-Bas    | Milieu de terrain | 7/10/1949         | 1978-1980            | 33 (2)            | 7    |
| Arthur De Lissnyder              | Belgique    | Milieu de terrain | 8/11/1891         | 1912-1922            | 10 (9)            | 0    |
| Carlos De Loof                   | Belgique    | Attaquant         | 24/01/1898        | 1919-1920            | 5 (5)             | 1    |
| Jacques De Loof                  | Belgique    | Attaquant         | 21/01/1934        | 1952-1953            | 2 (0)             | 0    |
| Davy De Maertelaere              | Belgique    | Milieu de terrain | 10/07/1978        | 1998-1999            | 3 (0)             | 0    |
| Firmin De Maertelaere            | Belgique    | Attaquant         | 11/02/1906        | 1927-1928            | 1 (1)             | 0    |
| Leon De Meester                  | Belgique    | Milieu de terrain | 6/05/1876         | 1901-1902            | 1 (1)             | 0    |
| Sam De Meester                   | Belgique    | Attaquant         | 11/01/1982        | 2002-2003            | 28 (0)            | 7    |
| Alain De Nil                     | Belgique    | Milieu de terrain | 17/08/1966        | 1988-1992            | 123 (119)         | 6    |
| Daniel Rodrigo de Oliveira       | Brésil      | Attaquant         | 14/09/1985        | 2015-2016            | 7 (0)             | 3    |
| Joachim De Plancke               | Belgique    | Milieu de terrain | 9/08/1898         | 1920-1922            | 3 (3)             | 0    |
| Maurice De Preetere              | Belgique    | Défenseur         | 13/09/1928        | 1952-1953            | 3 (0)             | 0    |
| Peter De Quant                   | Pays-Bas    | Défenseur         | 16/08/1947        | 1972-1976            | 122 (112)         | 1    |
| Joseph De Roo                    | Belgique    | Attaquant         | 28/01/1886        | 1903-1905            | 13 (0)            | 3    |
| Joseph De Rous                   | Belgique    | Attaquant         | 2/07/1930         | 1947-1955            | 32 (0)            | 9    |
| André De Schepper                | Belgique    | Attaquant         | 23/05/1923        | 1938-1939            | 23 (23)           | 11   |
| Guillaume De Schryver            | Belgique    | Milieu de terrain | 4/11/1996         | 2016-2017            | 14 (0)            | 0    |
| Albert De Sloovere               | Belgique    | Milieu de terrain | 31/10/1914        | 1933-1937            | 16 (9)            | 0    |
| Willem De Sloovere               | Belgique    | Gardien de but    | 8/08/1903         | 1925-1926            | 1 (1)             | 0    |
| Albéric De Smedt                 | Belgique    | Attaquant         | 6/11/1879         | 1900-1907            | 48 (48)           | 1    |
| André De Smedt                   | Belgique    | Gardien de but    | 19/12/1917        | 1938-1939            | 2 (2)             | 0    |
| Edgard De Smedt                  | Belgique    | Défenseur         | 19/10/1880        | 1900-1901            | 1 (1)             | 0    |
| Stijn De Smet                    | Belgique    | Attaquant         | 27/03/1985        | 2003-2009            | 164 (152)         | 35   |
| Carlos De Steur                  | Belgique    | Milieu de terrain | 7/11/1942         | 1968-1972, 1975-1976 | 154 (59)          | 16   |
| Johan De Stickere                | Belgique    | Défenseur         | 6/09/1941         | 1971-1972            | 1 (1)             | 0    |
| Georges De Snoeck                | Belgique    | Gardien de but    | 22/02/1932        | 1962-1963            | 2 (2)             | 0    |
| Tom De Sutter                    | Belgique    | Attaquant         | 3/07/1985         | 2006-2009            | 65 (60)           | 26   |
| Sylvère De Vadder                | Belgique    | Attaquant         | 24/08/1913        | 1930-1933            | 20 (20)           | 3    |
| Philibert De Vlaeminck           | Belgique    | Défenseur         | 22/10/1965        | 1984-1985            | 10 (8)            | 0    |
| Guy De Vos                       | Belgique    | Attaquant         | 9/12/1945         | 1970-1971            | 7 (0)             | 0    |
| Marcel De Vos                    | Belgique    | Milieu de terrain | 31/08/1906        | 1925-1928            | 15 (14)           | 0    |
| Dirk De Vriese                   | Belgique    | Défenseur         | 3/12/1958         | 1976-1978            | 61 (53)           | 0    |
| Étienne De Vylder                | Belgique    | Attaquant         | 16/12/1935        | 1961-1962            | 6 (6)             | 1    |
| Bartel De Waele                  | Belgique    | Milieu de terrain | 25/12/1961        | 1985-1986            | 2 (1)             | 1    |
| Roland De Wispelaere             | Belgique    | Milieu de terrain | 25/10/1942        | 1963-1968            | 21 (8)            | 0    |
| Jimmy De Wulf                    | Belgique    | Défenseur         | 9/06/1980         | 2003-2008            | 148 (138)         | 4    |
| Joseph De Wulf                   | Belgique    | Milieu de terrain | 28/04/1882        | 1900-1906            | 13 (13)           | 1    |
| Léon De Wulf                     | Belgique    | Attaquant         | 8/09/1884         | 1901-1912            | 114 (114)         | 4    |
| Charles Debbaudt                 | Belgique    | Défenseur         | 20/08/1891        | 1900-1901            | 1 (1)             | 0    |
| Georges Debbaut                  | Belgique    | Attaquant         | 27/10/1929        | 1949-1953            | 37 (0)            | 10   |
| Nico Deconinck                   | Belgique    | Milieu de terrain | 26/08/1973        | 1993-1995            | 7 (7)             | 0    |
| Alphonse Decorte                 | Belgique    | Attaquant         | 2/08/1909         | 1927-1936            | 83 (83)           | 35   |
| Robbe Decostere                  | Belgique    | Milieu de terrain | 8/05/1998         | 2018-...             | 0 (0)             | 0    |
| Léopold Decoussemaecker          | Belgique    | Gardien de but    | 24/02/1950        | 1966-1967, 1971-1982 | 163 (151)         | 0    |
| Luc Decoussemaecker              | Belgique    | Milieu de terrain | 6/02/1965         | 1983-1984            | 4 (4)             | 0    |
| Maurice Degrave                  | Belgique    | ?                 | ?                 | 1905-1906            | 2 (2)             | 0    |
| Andy Degryse                     | Belgique    | Milieu de terrain | 4/08/1971         | 1989-1990            | 1 (1)             | 0    |
| Guy Dejaeghere                   | Belgique    | Attaquant         | 5/07/1965         | 1987-1990            | 46 (42)           | 9    |
| Dieter Dekelver                  | Belgique    | Attaquant         | 17/08/1979        | 2004-2007            | 80 (76)           | 23   |
| Giovanni Dekeyser                | Belgique    | Attaquant         | 10/12/1976        | 1996-2001, 2002-2003 | 204 (26)          | 21   |
| Benjamin Delacourt               | Belgique    | Défenseur         | 10/09/1985        | 2017-...             | 17 (0)            | 1    |
| Albert Delaender                 | Belgique    | Milieu de terrain | 19/06/1915        | 1932-1934            | 7 (7)             | 0    |
| Brecht Delbeke                   | Belgique    | Milieu de terrain | 12/02/1992        | 2009-2010            | 0 (0)             | 0    |
| Hervé Delesie                    | Belgique    | Attaquant         | 9/01/1951         | 1980-1981            | 31 (30)           | 5    |
| Joris Delle                      | France      | Gardien de but    | 29/03/1990        | 2013-2014            | 32 (32)           | 0    |
| André Deloof                     | Belgique    | Défenseur         | 26/12/1907        | 1928-1933            | 18 (18)           | 1    |
| Florent Deloof                   | Belgique    | Attaquant         | 20/12/1908        | 1930-1933            | 3 (3)             | 1    |
| Michel Deloof                    | Belgique    | Milieu de terrain | 17/03/1908        | 1928-1936            | 109 (107)         | 1    |
| Richard Deloof                   | Belgique    | Gardien de but    | 3/07/1886         | 1901-1909            | 65 (65)           | 0    |
| Dimitri Delporte                 | Belgique    | Milieu de terrain | 14/09/1976        | 1994-1998            | 35 (15)           | 7    |
| Noël Demey                       | Belgique    | Défenseur         | 9/08/1935         | 1954-1962            | 112 (16)          | 2    |
| Dirk Demeyer                     | Belgique    | Attaquant         | 26/12/1946        | 1964-1970            | 61 (6)            | 11   |
| Stéphane Demol                   | Belgique    | Défenseur         | 11/03/1966        | 1993-1994            | 12 (12)           | 0    |
| Mathieu Denier                   | Belgique    | Milieu de terrain | 16/05/1952        | 1979-1980            | 37 (33)           | 7    |
| Ewout Denys                      | Belgique    | Milieu de terrain | 04/02/1987        | 2006-2007            | 8 (8)             | 0    |
| Fritz Denys                      | Belgique    | Défenseur         | 10/01/1891        | 1912-1913            | 3 (3)             | 0    |
| Edouard Deplancke                | Belgique    | Gardien de but    | 3/11/1886         | 1908-1909            | 9 (9)             | 0    |
| Joseph Deplancke                 | Belgique    | Gardien de but    | 5/03/1892         | 1912-1927            | 115 (114)         | 0    |
| Peter Depoorter                  | Belgique    | Attaquant         | 5/02/1963         | 1981-1982            | 1 (1)             | 0    |
| Victor Derboven                  | Belgique    | Attaquant         | 15/05/1925        | 1953-1958            | 139 (0)           | 39   |
| Marcel Desaever                  | Belgique    | Attaquant         | 14/05/1913        | 1935-1937            | 41 (23)           | 9    |
| Philémon Desmaele                | Belgique    | Attaquant         | 23/11/1936        | 1958-1963            | 73 (18)           | 21   |
| Geert Desmet                     | Belgique    | Défenseur         | 17/07/1979        | 1971-1972            | 1 (0)             | 0    |
| Rik Desplancke                   | Belgique    | Milieu de terrain | 15/08/1962        | 1981-1984            | 3 (2)             | 0    |
| Willy Destordeur                 | Belgique    | Milieu de terrain | 25/10/1913        | 1932-1938            | 37 (16)           | 2    |
| Sam Devinck                      | Belgique    | Défenseur         | 27/02/1988        | 2009                 | 0 (0)             | 0    |
| Gérard Devos                     | Belgique    | Milieu de terrain | 19/08/1903        | 1921-1930            | 178 (178)         | 100  |
| Gino Devriendt                   | Belgique    | Gardien de but    | 8/02/1964         | 1984-1989            | 53 (50)           | 0    |
| Danny Devuyst                    | Belgique    | Défenseur         | 1/04/1970         | 1997-1999            | 39 (0)            | 0    |
| Filip Dewaele                    | Belgique    | Défenseur         | 23/10/1955        | 1974-1981, 1982-1983 | 211 (166)         | 26   |
| Gilles Dewaele                   | Belgique    | Milieu de terrain | 13/02/1996        | 2013-2017            | 67 (11)           | 1    |
| Jean-Marie Dewalleff             | Belgique    | Défenseur         | 19/08/1958        | 1984-1986            | 39 (33)           | 0    |
| Patrick Dewispelaere             | Belgique    | Défenseur         | 13/03/1966        | 1985-1987            | 19 (17)           | 0    |
| Filip D'Haemers                  | Belgique    | Milieu de terrain | 11/01/1963        | 1981-1982            | 2 (2)             | 0    |
| Kristof D'haene                  | Belgique    | Milieu de terrain | 6/06/1990         | 2010-2015            | 177 (152)         | 14   |
| Aaron Dhondt                     | Belgique    | Attaquant         | 18/12/1995        | 2015                 | 0 (0)             | 0    |
| André Dhondt                     | Belgique    | Gardien de but    | 2/10/1909         | 1926-1929            | 34 (29)           | 0    |
| Stefaan D'Hondt                  | Belgique    | Défenseur         | 15/05/1975        | 1993-1995            | 3 (3)             | 0    |
| Valère Dhooghe                   | Belgique    | Défenseur         | 8/12/1881         | 1900-1901            | 1 (1)             | 0    |
| Dick D'Hoore                     | Belgique    | Attaquant         | 20/11/1968        | 1988-1989            | 1 (1)             | 0    |
| Paul D'Hoore                     | Belgique    | Défenseur         | 4/02/1929         | 1952-1953            | 2 (0)             | 1    |
| Amadou Diallo                    | Guinée      | Attaquant         | 21/06/1994        | 2016-2017            | 23 (0)            | 0    |
| Raphaël Diarra                   | France      | Défenseur         | 27/05/1995        | 2016-2017            | 16 (0)            | 1    |
| Francis Dickoh                   | Ghana       | Défenseur         | 13/12/1982        | 2013                 | 6 (6)             | 0    |
| Carlos Dierickx                  | Belgique    | Défenseur         | 9/02/1916         | 1934-1936            | 12 (12)           | 0    |
| Sven Dobbelaere                  | Belgique    | Gardien de but    | 7/03/1977         | 1994-1998            | 7 (4)             | 0    |
| Luciano Dompig                   | Pays-Bas    | Milieu de terrain | 2/03/1987         | 2011-2012            | 6 (6)             | 1    |
| Carlos Dos Santos                | Brésil      | Milieu de terrain | 15/05/1974        | 1997-1998            | 21 (0)            | 3    |
| Cyrus Dos Santos                 | Suriname    | Attaquant         | 21/01/1968        | 1989-1990            | 3 (3)             | 0    |
| Lonsana Doumbouya                | Guinée      | Attaquant         | 26/09/1990        | 2015-2016            | 34 (0)            | 10   |
| Guy Droessaert                   | Belgique    | Défenseur         | 18/06/1962        | 1990-1992            | 32 (30)           | 0    |
| Cyrille Druwel                   | Belgique    | Attaquant         | 2/11/1944         | 1967-1968            | 5 (0)             | 2    |
| Philippe Durpes                  | France      | Défenseur         | 6/03/1972         | 1998-2000            | 60 (0)            | 4    |
| Noë Dussenne                     | Belgique    | Défenseur         | 7/04/1992         | 2014-2015            | 35 (30)           | 2    |

## E
| Joueur             | Nationalité | Position          | Date de naissance | Période(s) | Matches (dont D1) | Buts |
| ------------------ | ----------- | ----------------- | ----------------- | ---------- | ----------------- | ---- |
| Osahon Eboigbe     | Nigeria     | Attaquant         | 11/09/1989        | 2007-2008  | 4 (3)             | 0    |
| Elderson Echiéjilé | Nigeria     | Défenseur         | 20/01/1988        | 2018       | 2 (0)             | 0    |
| Gaston Eeckeman    | Belgique    | Attaquant         | 9/07/1938         | 1955-1958  | 19 (0)            | 5    |
| Gustave Eeckeman   | Belgique    | Attaquant         | 28/11/1918        | 1934-1946  | 158 (126)         | 31   |
| Walter Elegeert    | Belgique    | Défenseur         | 28/11/1918        | 1970-1971  | 1 (0)             | 0    |
| Brian Etheridge    | Angleterre  | Milieu de terrain | 4/03/1944         | 1969-1970  | 30 (0)            | 0    |
| Yoann Etienne      | France      | Défenseur         | 19/05/1997        | 2018-...   | 0 (0)             | 0    |
| Gaël Etock         | Cameroun    | Attaquant         | 5/07/1993         | 2013-2014  | 18 (15)           | 2    |
| Vincent Euvrard    | Belgique    | Défenseur         | 12/03/1982        | 2000-2002  | 40 (0)            | 3    |
| Bernt Evens        | Belgique    | Défenseur         | 9/11/1978         | 2010-2013  | 126 (107)         | 8    |
| Joseph Évrard      | Belgique    | Attaquant         | 11/01/1894        | 1912-1914  | 28 (27)           | 5    |

## F
| Joueur                | Nationalité          | Position          | Date de naissance | Période(s)           | Matches (dont D1) | Buts |
| --------------------- | -------------------- | ----------------- | ----------------- | -------------------- | ----------------- | ---- |
| Samuel Fabris         | Belgique             | Milieu de terrain | 30/01/1991        | 2016-2017            | 9 (0)             | 0    |
| Jonathan Farías       | Argentine            | Milieu de terrain | 27/03/1998        | 2017-...             | 1 (0)             | 0    |
| Frøde Fermann         | Norvège              | Attaquant         | 29/01/1975        | 1996-1997            | 11 (9)            | 0    |
| José Carlos Fernández | Pérou                | Attaquant         | 14/05/1983        | 2008-2009            | 8 (7)             | 0    |
| Matthias Feys         | Belgique             | Milieu de terrain | 22/05/1985        | 2004-2007            | 14 (13)           | 0    |
| Yves Feys             | Belgique             | Gardien de but    | 16/01/1969        | 1987-1997, 2000-2001 | 221 (206)         | 0    |
| Marc Flamée           | Belgique             | Attaquant         | 18/01/1942        | 1960-1966            | 8 (6)             | 0    |
| Dominic Foley         | République d’Irlande | Attaquant         | 7/07/1976         | 2008-2012            | 89 (71)           | 20   |
| Didier Frenay         | Belgique             | Défenseur         | 9/04/1966         | 1987-1994            | 216 (207)         | 13   |

## G
| Joueur                  | Nationalité | Position          | Date de naissance | Période(s)      | Matches (dont D1) | Buts |
| ----------------------- | ----------- | ----------------- | ----------------- | --------------- | ----------------- | ---- |
| Serge Gakpé             | Togo        | Attaquant         | 7/05/1987         | 2018-...        | 9 (0)             | 0    |
| Alberto Gallinetta      | Italie      | Gardien de but    | 16/04/1992        | 2015-2016       | 0 (0)             | 0    |
| Jessy Gálvez López      | Belgique    | Attaquant         | 17/07/1995        | 2016-2017       | 20 (0)            | 0    |
| Roberto Gambassi        | Brésil      | Attaquant         | 8/07/1940         | 1967-1968       | 29 (0)            | 13   |
| Javier García           | Espagne     | Attaquant         | 23/06/1996        | 2017-2018       | 0 (0)             | 0    |
| Jean-Pierre Gardin      | Belgique    | Milieu de terrain | 19/02/1949        | 1972-1976       | 78 (71)           | 13   |
| Jordy Gaspar            | France      | Défenseur         | 23/04/1997        | 2017-2018       | 18 (0)            | 1    |
| Johan Geeraerts         | Belgique    | Attaquant         | 16/06/1973        | 1999-2000       | 37 (0)            | 6    |
| Charles Geernaert       | Belgique    | Gardien de but    | 7/01/1945         | 1967-1968       | 1 (0)             | 0    |
| Sven Geldof             | Belgique    | Attaquant         | 30/12/1977        | 1997-1999       | 11 (0)            | 0    |
| Omer George             | Belgique    | Gardien de but    | 12/04/1923        | 1945-1946       | 8 (0)             | 0    |
| Hans Gérard             | Belgique    | Attaquant         | 1/04/1936         | 1957-1960       | 65 (0)            | 19   |
| Jozef Gerard            | Belgique    | Attaquant         | 11/08/1938        | 1957-1964       | 28 (10)           | 3    |
| Michael Gernsøe         | Danemark    | Attaquant         | 22/05/1971        | 1996            | 10 (8)            | 1    |
| Daniel Giraldo          | Belgique    | Attaquant         | 5/02/1911         | 1929-1933       | 5 (5)             | 2    |
| Santiago Fabio Giuntini | Brésil      | Attaquant         | 16/12/1972        | 1999-2000       | 36 (0)            | 19   |
| Igor Gjuzelov           | Macédoine   | Défenseur         | 2/04/1976         | 2006-2010       | 45 (40)           | 0    |
| Joey Godee              | Pays-Bas    | Attaquant         | 2/03/1989         | 2013, 2014-2015 | 38 (33)           | 1    |
| Thomas Goddeeris        | Belgique    | Défenseur         | 30/06/1992        | 2012-2014       | 1 (1)             | 0    |
| Maurice Goderis         | Belgique    | Attaquant         | 18/06/1924        | 1951-1952       | 4 (0)             | 1    |
| Georges Goegebeur       | Belgique    | Milieu de terrain | 10/03/1882        | 1900-1901       | 1 (1)             | 0    |
| Léon Goegebeur          | Belgique    | Défenseur         | 10/03/1882        | 1933-1934       | 3 (3)             | 0    |
| Marcel Goeminne         | Belgique    | Attaquant         | 30/01/1929        | 1948-1950       | 8 (0)             | 1    |
| Honour Gombami          | Zimbabwe    | Milieu de terrain | 2/04/1976         | 2006-2012       | 107 (97)          | 20   |
| Fernand Goyvaerts       | Belgique    | Attaquant         | 24/10/1938        | 1971-1973       | 45 (42)           | 9    |
| Christophe Grondin      | France      | Milieu de terrain | 2/09/1983         | 2004-2007       | 77 (74)           | 2    |
| Eidur Smári Gudjohnsen  | Islande     | Attaquant         | 15/09/1978        | 2012            | 14 (13)           | 7    |

## H
| Joueur             | Nationalité          | Position          | Date de naissance | Période(s)                      | Matches (dont D1) | Buts |
| ------------------ | -------------------- | ----------------- | ----------------- | ------------------------------- | ----------------- | ---- |
| Bernard Haazen     | Belgique             | Milieu de terrain | 11/06/1884        | 1905-1906                       | 6 (6)             | 0    |
| Rudy Haleydt       | Belgique             | Attaquant         | 15/02/1951        | 1981-1983                       | 44 (39)           | 5    |
| Ovidiu Hanganu     | Roumanie             | Attaquant         | 12/05/1970        | 1993-1995                       | 23 (22)           | 4    |
| Pierre Hanon       | Belgique             | Défenseur         | 29/12/1936        | 1970-1973                       | 84 (47)           | 12   |
| Faris Haroun       | Belgique             | Milieu de terrain | 22/09/1985        | 2014-2016                       | 63 (13)           | 9    |
| László Hársányi    | Hongrie              | Défenseur         | 13/03/1951        | 1981-1982                       | 14 (14)           | 2    |
| Besnik Hasi        | Albanie              | Milieu de terrain | 25/12/1971        | 2007-2008                       | 37 (31)           | 0    |
| Kylian Hazard      | Belgique             | Milieu de terrain | 5/08/1995         | 2018-...                        | 0 (0)             | 0    |
| Alain Henderickx   | Belgique             | Milieu de terrain | 14/07/1954        | 1976-1978                       | 8 (8)             | 0    |
| Koenraad Hendrickx | Belgique             | Défenseur         | 26/05/1993        | 2012-2013                       | 1 (1)             | 0    |
| Wim Henneman       | Belgique             | Gardien de but    | 1/09/1972         | 1991-1993, 1995-1996, 1997-1999 | 73 (23)           | 0    |
| Maurice Herreboudt | Belgique             | Défenseur         | 30/03/1880        | 1900-1905                       | 29 (29)           | 0    |
| Raymond Herreboudt | Belgique             | Milieu de terrain | 24/04/1911        | 1927-1939                       | 163 (117)         | 12   |
| Benoni Herssens    | Belgique             | Attaquant         | 5/10/1912         | 1935-1937                       | 14 (10)           | 3    |
| Julien Herssens    | Belgique             | Défenseur         | 9/02/1915         | 1935-1937                       | 3 (2)             | 0    |
| André Heyns        | Belgique             | Attaquant         | 11/02/1926        | 1946-1947, 1951-1952            | 17 (0)            | 6    |
| Dirk Hinderyckx    | Belgique             | Milieu de terrain | 15/12/1956        | 1980-1981                       | 26 (24)           | 6    |
| Kevin Hoggas       | France               | Milieu de terrain | 16/11/1991        | 2017-...                        | 8 (0)             | 0    |
| Max Höllriegel     | Allemagne de l'Ouest | Attaquant         | 28/08/1938        | 1963-1967                       | 95 (69)           | 17   |
| Joël Hoste         | Belgique             | Attaquant         | 8/08/1928         | 1945-1953                       | 128 (8)           | 37   |
| Marcel Houwen      | Belgique             | Milieu de terrain | 3/05/1913         | 1931-1937                       | 24 (23)           | 0    |
| Arjan Human        | Pays-Bas             | Attaquant         | 8/11/1978         | 1997-1999                       | 42 (0)            | 4    |

## I
| Joueur                     | Nationalité   | Position          | Date de naissance | Période(s) | Matches (dont D1) | Buts |
| -------------------------- | ------------- | ----------------- | ----------------- | ---------- | ----------------- | ---- |
| Emmanuel Imorou            | Bénin         | Défenseur         | 16/09/1988        | 2017-2018  | 15 (0)            | 0    |
| Pieter Ingelbrecht         | Belgique      | Milieu de terrain | 7/11/1986         | 2006       | 0 (0)             | 0    |
| Ion Ionescu                | Roumanie      | Attaquant         | 5/04/1938         | 1970-1972  | 32 (3)            | 8    |
| Franco Iovino              | Italie        | Attaquant         | 19/08/1964        | 1990-1991  | 6 (5)             | 0    |
| Patrick Ipermans           | Belgique      | Défenseur         | 20/11/1959        | 1986-1989  | 108 (97)          | 9    |
| Franck Irie                | Côte d'Ivoire | Milieu de terrain | 15/05/1998        | 2018-...   | 0 (0)             | 0    |
| Jonas Ivens                | Belgique      | Défenseur         | 14/10/1984        | 2015-2016  | 4 (4)             | 0    |
| Zoran Ivsic                | Yougoslavie   | Attaquant         | 19/11/1963        | 1986-1987  | 6 (5)             | 0    |
| Pierre Iweins d'Eeckhoutte | Belgique      | Attaquant         | 8/03/1881         | 1904-1905  | 7 (7)             | 0    |

## J
| Joueur             | Nationalité | Position          | Date de naissance | Période(s) | Matches (dont D1) | Buts |
| ------------------ | ----------- | ----------------- | ----------------- | ---------- | ----------------- | ---- |
| Georges Jacobus    | Belgique    | Défenseur         | 31/01/1920        | 1941-1949  | 109 (98)          | 1    |
| Walter Jacobus     | Belgique    | Attaquant         | 28/02/1909        | 1929-1930  | 2 (2)             | 0    |
| Romain Janssen     | Belgique    | Défenseur         | 5/12/1883         | 1901-1902  | 3 (3)             | 0    |
| Joseph Janssens    | Belgique    | Attaquant         | ?                 | 1906-1907  | 3 (3)             | 0    |
| Kevin Janssens     | Belgique    | Milieu de terrain | 5/12/1883         | 2011-2013  | 35 (33)           | 3    |
| Nordin Jbari       | Belgique    | Attaquant         | 5/02/1975         | 2003-2004  | 31 (28)           | 14   |
| Ive Jerolimov      | Yougoslavie | Milieu de terrain | 30/03/1958        | 1987-1989  | 29 (27)           | 6    |
| Virgall Joemankhan | Pays-Bas    | Attaquant         | 17/11/1968        | 1987-1988  | 1 (1)             | 0    |
| Luke Jones         | Angleterre  | Défenseur         | 10/04/1987        | 2005-2006  | 8 (8)             | 0    |
| Sævar Jónsson      | Islande     | Défenseur         | 22/07/1958        | 1981-1985  | 98 (90)           | 6    |
| Thomas Jutten      | Belgique    | Attaquant         | 28/02/1993        | 2016       | 10 (0)            | 0    |

## K
| Joueur              | Nationalité                      | Position          | Date de naissance | Période(s)           | Matches (dont D1) | Buts |
| ------------------- | -------------------------------- | ----------------- | ----------------- | -------------------- | ----------------- | ---- |
| Junior Kabananga    | République démocratique du Congo | Attaquant         | 4/04/1989         | 2013-2015            | 69 (64)           | 15   |
| Tony Kane           | République d’Irlande             | Défenseur         | 29/08/1987        | 2006-2007            | 11 (11)           | 0    |
| Mohamed Kanu        | Sierra Leone                     | Défenseur         | 5/07/1968         | 1999-2004            | 125 (6)           | 5    |
| Kanu                | Brésil                           | Attaquant         | 23/09/1987        | 2008-2009            | 18 (13)           | 0    |
| Branko Karačić      | Croatie                          | Milieu de terrain | 24/09/1960        | 1989-1993            | 126 (121)         | 45   |
| Mikhaïl Karassev    | Russie                           | Attaquant         | 26/05/1979        | 2001-2002            | 1 (0)             | 0    |
| Dejan Kelhar        | Slovénie                         | Défenseur         | 5/04/1984         | 2009-2011            | 53 (51)           | 1    |
| Alfred Kennedy      | Belgique                         | Attaquant         | 5/11/1878         | 1901-1902            | 1 (1)             | 0    |
| Gilbert Kerrebrouck | Belgique                         | Attaquant         | 15/05/1927        | 1945-1948            | 5 (2)             | 0    |
| Émile Keukelinck    | Belgique                         | Attaquant         | 12/10/1890        | 1911-1912            | 2 (2)             | 0    |
| Vahram Kevorkian    | Russie                           | Attaquant         | 17/12/1887        | 1903-1905            | 12 (12)           | 7    |
| Roland Keygnaert    | Belgique                         | Attaquant         | 3/03/1951         | 1971-1972            | 6 (6)             | 1    |
| Mehdi Khchab        | Belgique                         | Défenseur         | 14/08/1991        | 2016-2017            | 21 (0)            | 0    |
| Lorenz Kindtner     | Australie                        | Milieu de terrain | 13/10/1971        | 1999-2000            | 35 (0)            | 4    |
| Tomislav Kiš        | Croatie                          | Attaquant         | 4/04/1994         | 2016-2017            | 26 (0)            | 10   |
| Gerrit Kleton       | Pays-Bas                         | Milieu de terrain | 15/09/1953        | 1976-1978            | 72 (63)           | 27   |
| Isaac Koné          | Côte d'Ivoire                    | Défenseur         | 3/01/1991         | 2017-...             | 23 (0)            | 0    |
| Ernest Konon        | Pologne                          | Attaquant         | 16/03/1974        | 1998-2000            | 45 (0)            | 16   |
| Wim Kooiman         | Pays-Bas                         | Défenseur         | 9/09/1960         | 1980-1988, 1994-1998 | 339 (277)         | 25   |
| Andi Koshi          | Belgique                         | Milieu de terrain | 17/02/2001        | 2018-...             | 0 (0)             | 0    |
| Peter Közle         | Allemagne de l'Ouest             | Attaquant         | 18/11/1967        | 1987-1988            | 2 (2)             | 0    |
| Kees Krijgh         | Pays-Bas                         | Défenseur         | 13/02/1950        | 1979-1981            | 66 (61)           | 4    |
| Eddie Krnčević      | Australie                        | Attaquant         | 14/08/1960        | 1984-1986            | 64 (45)           | 26   |
| Tom Krommendijk     | Pays-Bas                         | Attaquant         | 4/11/1966         | 1988-1989            | 15 (15)           | 2    |
| Mulopo Kudimbana    | République démocratique du Congo | Gardien de but    | 21/01/1987        | 2010-2012            | 2 (2)             | 0    |
| Lucien Kyndt        | Belgique                         | Attaquant         | 14/08/1991        | 1948-1952            | 16 (0)            | 2    |

## L
| Joueur             | Nationalité | Position          | Date de naissance | Période(s)           | Matches (dont D1) | Buts |
| ------------------ | ----------- | ----------------- | ----------------- | -------------------- | ----------------- | ---- |
| Tomáš Labun        | Slovaquie   | Milieu de terrain | 28/01/1984        | 2002-2004            | 27 (6)            | 0    |
| Lionel Ladon       | Belgique    | Milieu de terrain | 2/11/1977         | 1999-2000            | 21 (0)            | 2    |
| Patrick Lagrou     | Belgique    | Défenseur         | 3/08/1955         | 1975-1978            | 9 (9)             | 0    |
| Charles Lahousse   | Belgique    | Attaquant         | 26/11/1894        | 1912-1923            | 112 (107)         | 13   |
| Bert Lamaire       | Belgique    | Défenseur         | 28/04/1971        | 1988-1997            | 217 (203)         | 7    |
| Raymond Lamaire    | Belgique    | Attaquant         | 7/10/1915         | 1938-1942            | 21 (21)           | 3    |
| Willy Lambert      | Belgique    | Défenseur         | 20/6/1936         | 1960-1961            | 6 (0)             | 4    |
| Benjamin Lambot    | Belgique    | Milieu de terrain | 2/05/1987         | 2015-...             | 72 (0)            | 1    |
| Jürgen Landuyt     | Belgique    | Milieu de terrain | 29/07/1979        | 2000-2002            | 58 (0)            | 4    |
| Patrick Lane       | États-Unis  | Gardien de but    | 7/08/1988         | 2008-2009            | 0 (0)             | 0    |
| Frans Lantsoght    | Belgique    | Attaquant         | 9/02/1889         | 1910-1913            | 38 (38)           | 9    |
| Paul Lantsoght     | Belgique    | Attaquant         | 27/04/1907        | 1930-1933            | 7 (7)             | 1    |
| Raf Lapeire        | Belgique    | Milieu de terrain | 30/12/1944        | 1970-1975            | 158 (116)         | 38   |
| Kari Laukkanen     | Finlande    | Gardien de but    | 14/12/1963        | 1986-1987            | 30 (24)           | 0    |
| Christophe Lauwers | Belgique    | Attaquant         | 17/09/1972        | 1990-1996            | 124 (116)         | 48   |
| Frans Lefevere     | Belgique    | Défenseur         | 31/01/1914        | 1932-1938            | 28 (13)           | 1    |
| Philippe Lejour    | Belgique    | Milieu de terrain | 16/08/1942        | 1968-1969            | 18 (0)            | 0    |
| Stanislas Lekens   | Belgique    | Milieu de terrain | 5/05/1878         | 1900-1910            | 17 (17)           | 1    |
| Antoon Leleu       | Belgique    | Attaquant         | 13/06/1914        | 1934-1937            | 3 (2)             | 1    |
| Charles Leleu      | Belgique    | Attaquant         | 2/12/1886         | 1903-1906            | 11 (11)           | 2    |
| Gilles Lentz       | Belgique    | Gardien de but    | 1/02/1992         | 2016-2017            | 18 (0)            | 0    |
| Klaas Lesage       | Belgique    | Attaquant         | 9/09/1977         | 1997-1999            | 3 (0)             | 0    |
| Willy Leyssens     | Belgique    | Attaquant         | 11/02/1960        | 1984-1985            | 19 (17)           | 2    |
| Gilbert Libon      | Belgique    | Attaquant         | 16/04/1944        | 1972-1973            | 1 (1)             | 0    |
| Arthur Liénard     | Belgique    | Attaquant         | 14/03/1887        | 1907-1908            | 2 (2)             | 0    |
| Joseph Lips        | Belgique    | Attaquant         | 19/01/1929        | 1947-1948            | 3 (0)             | 1    |
| Zoltán Locskai     | Hongrie     | Attaquant         | 3/06/1938         | 1960-1961            | 1 (0)             | 0    |
| Dominic Longo      | Australie   | Défenseur         | 23/08/1970        | 1992-1995            | 60 (56)           | 0    |
| Frans Loos         | Belgique    | Attaquant         | 13/10/1926        | 1955-1957            | 60 (0)            | 28   |
| Geert Lootens      | Belgique    | Défenseur         | 2/01/1958         | 1977-1981            | 13 (13)           | 0    |
| Anderson López     | Pays-Bas    | Attaquant         | 25/01/1999        | 2017-...             | 0 (0)             | 0    |
| Albert Lowyck      | Belgique    | Défenseur         | 29/05/1929        | 1950-1953            | 21 (0)            | 0    |
| Frans Lowyck       | Belgique    | Attaquant         | 1/09/1894         | 1912-1926            | 72 (67)           | 52   |
| Jean Lucker        | Belgique    | Attaquant         | 13/06/1885        | 1902-1907            | 26 (26)           | 3    |
| Raoul Lucker       | Belgique    | Attaquant         | 29/11/1910        | 1928-1931            | 6 (6)             | 0    |
| Xavier Luissint    | France      | Défenseur         | 13/01/1984        | 2016-2017            | 7 (0)             | 1    |
| Arnaud Lusamba     | France      | Milieu de terrain | 4/01/1997         | 2018-...             | 0 (0)             | 0    |
| Christophe Lycke   | Belgique    | Gardien de but    | 21/06/1966        | 1985-1986, 1996-1997 | 0 (0)             | 0    |

## M
| Joueur                | Nationalité                      | Position          | Date de naissance | Période(s)           | Matches (dont D1) | Buts |
| --------------------- | -------------------------------- | ----------------- | ----------------- | -------------------- | ----------------- | ---- |
| Tomas Madou           | Belgique                         | Milieu de terrain | 14/01/1983        | 2004-2005            | 0 (0)             | 0    |
| Luc Maenhout          | Belgique                         | Défenseur         | 21/08/1960        | 1981-1982            | 8 (8)             | 0    |
| Mathieu Maertens      | Belgique                         | Milieu de terrain | 27/03/1995        | 2014-2017            | 76 (13)           | 9    |
| Gaston Maes           | Belgique                         | Milieu de terrain | 24/03/1918        | 1942-1952            | 198 (86)          | 7    |
| Gino Maes             | Belgique                         | Défenseur         | 7/02/1957         | 1982-1984            | 68 (64)           | 6    |
| Omer Maes             | Belgique                         | Attaquant         | 23/02/1891        | 1908-1910            | 7 (7)             | 1    |
| Steven Maes           | Belgique                         | Milieu de terrain | 26/01/1979        | 1997-2000            | 45 (0)            | 10   |
| Jerry Maeseele        | Belgique                         | Milieu de terrain | 12/01/1955        | 1975-1976            | 3 (3)             | 0    |
| Armand Mandakan Mahan | Côte d'Ivoire                    | Défenseur         | 9/07/1983         | 2007-2008            | 6 (6)             | 0    |
| Grégoire Maieu        | Belgique                         | Milieu de terrain | 2/07/1915         | 1932-1942            | 115 (86)          | 15   |
| Mehdi Makhloufi       | France                           | Milieu de terrain | 14/10/1978        | 2000-2001            | 33 (0)            | 5    |
| Christian Makoun      | Cameroun                         | Défenseur         | 7/09/1977         | 1999-2002            | 39 (0)            | 0    |
| Henri Mallet          | Belgique                         | Attaquant         | 11/01/1931        | 1949-1953            | 7 (0)             | 1    |
| Jordy Maluka          | Belgique                         | Attaquant         | 2/12/1993         | 2012-2013            | 0 (0)             | 0    |
| Kennedy Malunga       | Malawi                           | Attaquant         | 14/05/1970        | 1987-1988            | 1 (1)             | 0    |
| Angelo Maraldo        | Allemagne                        | Attaquant         | 23/12/1921        | 1946-1948            | 11 (0)            | 3    |
| Henrique Marcos Lucas | Brésil                           | Milieu de terrain | 25/03/1976        | 1997-1999            | 62 (0)            | 6    |
| Ragnar Margeirsson    | Islande                          | Attaquant         | 14/08/1962        | 1982-1983            | 15 (14)           | 1    |
| Dieudonné Martens     | Belgique                         | Milieu de terrain | 29/09/1906        | 1924-1925, 1927-1929 | 7 (7)             | 0    |
| Florimond Martens     | Belgique                         | Milieu de terrain | 16/03/1909        | 1926-1927            | 1 (0)             | 0    |
| Louis Martens         | Belgique                         | Milieu de terrain | 6/02/1912         | 1930-1937            | 88 (68)           | 14   |
| Maarten Martens       | Belgique                         | Milieu de terrain | 2/07/1984         | 2015                 | 11 (11)           | 1    |
| Jan Masureel          | Belgique                         | Défenseur         | 6/09/1981         | 2001-2006            | 103 (68)          | 4    |
| Albert Masyn          | Belgique                         | Attaquant         | 22/11/1893        | 1921-1922            | 2 (2)             | 1    |
| Germain Masyn         | Belgique                         | Attaquant         | 29/03/1887        | 1905-1909, 1912-1913 | 42 (38)           | 5    |
| Gustave Matthijs      | Belgique                         | Attaquant         | 7/04/1893         | 1913-1914            | 2 (1)             | 0    |
| Laurent Matthijs      | Belgique                         | Milieu de terrain | 17/05/1930        | 1951-1952            | 12 (0)            | 0    |
| François Matthynssens | Belgique                         | Milieu de terrain | 28/05/1934        | 1958-1959            | 1 (0)             | 0    |
| Kofi Mbeah            | Ghana                            | Défenseur         | 11/12/1974        | 1992-1998            | 75 (51)           | 0    |
| Ilombe Mboyo          | Belgique                         | Attaquant         | 27/04/1987        | 2017                 | 10 (0)            | 4    |
| Andréa Mbuyi-Mutombo  | République démocratique du Congo | Attaquant         | 6/07/1990         | 2011-2012            | 8 (8)             | 0    |
| Xavier Mercier        | France                           | Milieu de terrain | 25/07/1989        | 2017-...             | 28 (0)            | 10   |
| Gregory Mertens       | Belgique                         | Défenseur         | 2/02/1991         | 2010-2013            | 88 (58)           | 10   |
| Filip Messens         | Belgique                         | Défenseur         | 17/11/1960        | 1979-1983            | 24 (23)           | 0    |
| Gustaaf Messens       | Belgique                         | Défenseur         | 13/06/1928        | 1956-1957            | 1 (0)             | 0    |
| Franky Mestdagh       | Belgique                         | Gardien de but    | 1/11/1957         | 1984-1991            | 137 (114)         | 0    |
| Niels Mestdagh        | Belgique                         | Défenseur         | 3/01/1993         | 2011-2013            | 6 (6)             | 0    |
| Harold Meyssen        | Belgique                         | Milieu de terrain | 24/07/1971        | 2003-2006            | 89 (83)           | 7    |
| Jonathan Mexique      | France                           | Défenseur         | 3/01/1993         | 2017                 | 4 (0)             | 0    |
| Albert Michiels       | Belgique                         | Milieu de terrain | 14/03/1939        | 1959-1962            | 76 (25)           | 6    |
| Albert Melleville     | Belgique                         | Attaquant         | 27/08/1877        | 1900-1901            | 2 (2)             | 0    |
| Milenko Milošević     | Bosnie-Herzégovine               | Milieu de terrain | 13/11/1976        | 2003-2007            | 83 (78)           | 2    |
| Nenad Mišković        | Bosnie-Herzégovine               | Milieu de terrain | 13/10/1975        | 2004-2005            | 13 (12)           | 0    |
| Marcel Mitchell       | Belgique                         | Défenseur         | 4/06/1944         | 1966-1967            | 1 (0)             | 0    |
| John Moelaert         | Belgique                         | Défenseur         | 14/01/1943        | 1962-1966            | 92 (85)           | 0    |
| Bernard Moerman       | Belgique                         | Défenseur         | 2/05/1958         | 1977-1980            | 3 (3)             | 0    |
| Rudy Moerman          | Belgique                         | Milieu de terrain | 13/02/1963        | 1987-1988            | 1 (1)             | 0    |
| Peter Mollez          | Belgique                         | Gardien de but    | 23/09/1983        | 2003-2005            | 25 (25)           | 0    |
| Gaetano Monachello    | Italie                           | Attaquant         | 3/03/1994         | 2013                 | 16 (14)           | 1    |
| Urbain Monte          | Belgique                         | Attaquant         | 24/07/1921        | 1941-1942            | 2 (2)             | 0    |
| Maurice Moreeuw       | Belgique                         | Attaquant         | 17/07/1890        | 1906-1911            | 12 (12)           | 2    |
| Willy Mortier         | Belgique                         | Gardien de but    | 14/09/1935        | 1957-1966            | 233 (131)         | 0    |
| Yvan Mouton           | Belgique                         | Attaquant         | 10/03/1950        | 1968-1969            | 2 (0)             | 0    |
| Gino Moyaert          | Belgique                         | Défenseur         | 20/02/1982        | 2000-2003            | 10 (0)            | 1    |
| Ibad Muhamadu         | Pays-Bas                         | Attaquant         | 22/02/1982        | 2005-2006            | 12 (12)           | 2    |
| Olivier Mukendi       | Belgique                         | Milieu de terrain | 8/06/1991         | 2010                 | 0 (0)             | 0    |
| Dorinel Munteanu      | Roumanie                         | Milieu de terrain | 25/06/1968        | 1993-1995            | 68 (65)           | 13   |
| Charles Musonda       | Zambie                           | Milieu de terrain | 22/08/1969        | 1986-1987            | 23 (19)           | 1    |
| Aleksandar Mutavdžić  | Serbie                           | Milieu de terrain | 3/01/1977         | 2006-2007            | 25 (24)           | 0    |
| Joseph Muyle          | Belgique                         | Gardien de but    | 20/11/1887        | 1904-1907            | 3 (3)             | 0    |
| Ignace Muylle         | Belgique                         | Attaquant         | 11/06/1899        | 1921-1925            | 44 (44)           | 11   |
| Tristan Muyumba       | France                           | Milieu de terrain | 7/03/1997         | 2017-2018            | 10 (0)            | 1    |
| Albian Muzaqi         | Pays-Bas                         | Milieu de terrain | 24/11/1994        | 2015                 | 7 (5)             | 1    |

## N
| Joueur                   | Nationalité                      | Position          | Date de naissance | Période(s)                 | Matches (dont D1) | Buts |
| ------------------------ | -------------------------------- | ----------------- | ----------------- | -------------------------- | ----------------- | ---- |
| Albert Naert             | Belgique                         | Attaquant         | 11/01/1915        | 1937-1944                  | 94 (68)           | 41   |
| Léon Naessens            | Belgique                         | Attaquant         | 29/08/1898        | 1921-1922                  | 5 (5)             | 0    |
| Maurice Naessens         | Belgique                         | Milieu de terrain | 3/10/1899         | 1926-1927                  | 2 (1)             | 1    |
| Raymond Naessens         | Belgique                         | Attaquant         | 13/12/1894        | 1919-1920, 1924-1925       | 4 (4)             | 0    |
| Stéphane Narayaninnaiken | France                           | Milieu de terrain | 21/02/1975        | 2001-2003                  | 54 (0)            | 15   |
| Paul Nardi               | France                           | Gardien de but    | 18/05/1994        | 2001-2003                  | 44 (0)            | 0    |
| Günther Nasdalla         | Allemagne de l'Ouest             | Attaquant         | 1/10/1945         | 1976-1978                  | 46 (39)           | 11   |
| Arne Naudts              | Belgique                         | Attaquant         | 27/11/1993        | 2011-2012, 2014, 2015-2017 | 100 (32)          | 13   |
| Ismaïla N'Diaye          | Sénégal                          | Milieu de terrain | 22/01/1988        | 2014-2015                  | 24 (23)           | 0    |
| Gyula Nemes              | Hongrie                          | Attaquant         | 14/03/1938        | 1961-1962                  | 5 (5)             | 1    |
| Renato Neto              | Portugal                         | Milieu de terrain | 27/09/1991        | 2010-2012                  | 64 (54)           | 6    |
| Frank Neve               | Belgique                         | Attaquant         | 4/03/1963         | 1983-1985                  | 27 (23)           | 2    |
| Pierre-Daniel N'Guinda   | Cameroun                         | Défenseur         | 18/06/1996        | 2018-...                   | 0 (0)             | 0    |
| Benny Nielsen            | Danemark                         | Attaquant         | 17/03/1951        | 1971-1974                  | 87 (79)           | 30   |
| Johnny Nierynck          | Belgique                         | Défenseur         | 7/01/1973         | 2000-2003                  | 76 (0)            | 5    |
| Luc Noë                  | Belgique                         | Défenseur         | 21/02/1957        | 1976-1977                  | 4 (4)             | 0    |
| Célestin Nollet          | Belgique                         | Défenseur         | 6/02/1894         | 1912-1924                  | 144 (139)         | 17   |
| Léon Nollet              | Belgique                         | Milieu de terrain | 17/04/1932        | 1957-1958                  | 10 (0)            | 0    |
| Michel Nollet            | Belgique                         | Attaquant         | 19/01/1890        | 1906-1910                  | 25 (25)           | 8    |
| Kenneth Notte            | Belgique                         | Attaquant         | 30/12/1983        | 2002-2004                  | 16 (12)           | 1    |
| Patrick Notteboom        | Belgique                         | Attaquant         | 31/01/1958        | 1978-1980                  | 10 (7)            | 1    |
| Roger Notteboom          | Belgique                         | Attaquant         | 27/08/1935        | 1958-1964                  | 97 (18)           | 29   |
| Camille Nuwel            | Belgique                         | Milieu de terrain | 17/12/1891        | 1912-1914                  | 5 (4)             | 0    |
| Vuzamuzi Nyoni           | Zimbabwe                         | Milieu de terrain | 24/04/1984        | 2006-2011                  | 128 (111)         | 8    |
| Raphaël N'Zoko           | République démocratique du Congo | Attaquant         | 7/05/1962         | 1987-1988                  | 28 (26)           | 11   |
| Polo Nzuzi               | République démocratique du Congo | Attaquant         | 7/05/1962         | 2000-2001                  | 36 (0)            | 8    |

## O
| Joueur              | Nationalité | Position          | Date de naissance | Période(s) | Matches (dont D1) | Buts |
| ------------------- | ----------- | ----------------- | ----------------- | ---------- | ----------------- | ---- |
| Morten Olsen        | Danemark    | Défenseur         | 14/08/1949        | 1972-1976  | 143 (132)         | 11   |
| Abud Omar           | Kenya       | Défenseur         | 9/09/1992         | 2018       | 9 (8)             | 0    |
| Johanna Omolo       | Kenya       | Défenseur         | 13/05/1988        | 2017-...   | 31 (0)            | 1    |
| Raymond Orban       | Belgique    | Attaquant         | 31/07/1918        | 1943-1946  | 9 (9)             | 3    |
| Richard Orlans      | Belgique    | Attaquant         | 6/10/1931         | 1961-1962  | 27 (27)           | 2    |
| William Osei Berkoe | Ghana       | Milieu de terrain | 27/12/1974        | 1991-1998  | 69 (57)           | 2    |
| William Owusu       | Ghana       | Attaquant         | 13/09/1989        | 2010-2011  | 37 (31)           | 6    |

## P
| Joueur            | Nationalité | Position          | Date de naissance | Période(s)           | Matches (dont D1) | Buts |
| ----------------- | ----------- | ----------------- | ----------------- | -------------------- | ----------------- | ---- |
| Kevin Packet      | Belgique    | Milieu de terrain | 14/03/1992        | 2009-2011            | 1 (1)             | 0    |
| Lloyd Palun       | Gabon       | Milieu de terrain | 28/11/1988        | 2017-...             | 24 (0)            | 2    |
| Bart Pannecoucque | Belgique    | Milieu de terrain | 22/11/1980        | 2000-2001            | 1 (0)             | 0    |
| Joeri Pardo       | Belgique    | Milieu de terrain | 12/10/1977        | 1998-1999            | 23 (0)            | 5    |
| Ernest Patfoort   | Belgique    | Milieu de terrain | 6/09/1892         | 1910-1913            | 11 (11)           | 1    |
| Jan Ove Pedersen  | Norvège     | Milieu de terrain | 12/11/1968        | 1996-1997            | 9 (8)             | 1    |
| André Pérot       | Belgique    | Attaquant         | 10/12/1930        | 1957-1962            | 130 (20)          | 28   |
| Marcel Pertry     | Belgique    | Attaquant         | 19/04/1921        | 1943-1955            | 280 (60)          | 140  |
| Sergio Peter      | Allemagne   | Milieu de terrain | 12/10/1986        | 2004-2005            | 5 (5)             | 0    |
| Alfons Pettens    | Belgique    | Milieu de terrain | 12/03/1922        | 1942-1944            | 7 (7)             | 0    |
| Philip Piedfort   | Belgique    | Milieu de terrain | 23/08/1975        | 1998-2000            | 64 (0)            | 10   |
| Marceau Pillaert  | Belgique    | Attaquant         | 18/07/1927        | 1952-1953            | 4 (0)             | 0    |
| Brian Pinas       | Pays-Bas    | Attaquant         | 29/12/1978        | 2005-2007            | 33 (32)           | 7    |
| Francesco Pirelli | Belgique    | Attaquant         | 7/04/1960         | 1982-1983            | 27 (24)           | 1    |
| Darko Pivaljević  | Serbie      | Attaquant         | 18/02/1975        | 2004-2007            | 82 (78)           | 17   |
| Tim Plovie        | Belgique    | Défenseur         | 23/02/1981        | 1998-1999            | 1 (0)             | 0    |
| Robert Poelvoorde | Belgique    | Attaquant         | 22/07/1920        | 1936-1946            | 94 (87)           | 11   |
| Arthur Pollet     | Belgique    | Attaquant         | 28/12/1885        | 1907-1908            | 9 (9)             | 3    |
| Rudy Poorteman    | Belgique    | Défenseur         | 15/02/1961        | 1979-1991            | 347 (307)         | 7    |
| René Popelier     | Belgique    | Milieu de terrain | 26/04/1941        | 1962-1965            | 72 (68)           | 1    |
| Anthony Portier   | Belgique    | Défenseur         | 15/02/1961        | 2005-2013            | 184 (166)         | 10   |
| Fernand Proot     | Belgique    | Gardien de but    | 17/06/1900        | 1923-1924, 1927-1928 | 17 (17)           | 0    |
| Roger Proot       | Belgique    | Attaquant         | 15/02/1961        | 1924-1937            | 149 (128)         | 50   |
| Joseph Pruüost    | Belgique    | Milieu de terrain | 16/08/1887        | 1910-1914            | 76 (71)           | 3    |
| Milan Purović     | Monténégro  | Attaquant         | 7/05/1985         | 2010-2011            | 4 (4)             | 0    |

## Q
| Joueur             | Nationalité | Position          | Date de naissance | Période(s) | Matches (dont D1) | Buts |
| ------------------ | ----------- | ----------------- | ----------------- | ---------- | ----------------- | ---- |
| Maurice Quaghebeur | Belgique    | Attaquant         | 2/04/1911         | 1933-1934  | 14 (14)           | 9    |
| Alex Querter       | Belgique    | Milieu de terrain | 18/12/1957        | 1978-1982  | 122 (87)          | 6    |
| Camille Quintens   | Belgique    | Milieu de terrain | 12/04/1880        | 1900-1901  | 2 (2)             | 0    |

## R
| Joueur                    | Nationalité | Position          | Date de naissance | Période(s)           | Matches (dont D1) | Buts |
| ------------------------- | ----------- | ----------------- | ----------------- | -------------------- | ----------------- | ---- |
| André Raes                | Belgique    | Milieu de terrain | 12/10/1955        | 1982-1987            | 155 (128)         | 11   |
| Thierry Raskin            | Belgique    | Milieu de terrain | 7/11/1968         | 1989-1992            | 43 (43)           | 3    |
| Nuno Reis                 | Portugal    | Défenseur         | 31/01/1991        | 2010-2012, 2013-2014 | 63 (57)           | 1    |
| René Renson               | Belgique    | Défenseur         | 7/04/1905         | 1924-1929            | 33 (30)           | 0    |
| Björn Renty               | Belgique    | Milieu de terrain | 24/07/1967        | 1994-1998            | 125 (87)          | 24   |
| Carlos Reuse              | Belgique    | Attaquant         | 16/11/1896        | 1923-1926            | 64 (64)           | 12   |
| Émile Reuse               | Belgique    | Attaquant         | 8/11/1883         | 1908-1912            | 71 (71)           | 9    |
| Albert Reychler           | Angleterre  | Attaquant         | 17/12/1916        | 1938-1939            | 1 (1)             | 1    |
| Reynaldo dos Santos Silva | Brésil      | Attaquant         | 24/08/1989        | 2009-2011            | 61 (48)           | 14   |
| Rodalph Richards          | Angleterre  | Défenseur         | 1/03/1967         | 1998-2001            | 112 (0)           | 8    |
| Gaëtan Robail             | France      | Attaquant         | 9/01/1994         | 2017                 | 8 (0)             | 0    |
| Robson Saint Clair        | Brésil      | Attaquant         | 28/08/1971        | 1997-1998            | 17 (0)            | 0    |
| Björn Roets               | Belgique    | Milieu de terrain | 4/02/1980         | 1998-1999            | 1 (0)             | 0    |
| Héctor Rodas              | Espagne     | Défenseur         | 7/03/1988         | 2017-2018            | 5 (0)             | 2    |
| Marcel Roeykens           | Belgique    | Attaquant         | 16/03/1933        | 1956-1957            | 10 (0)            | 3    |
| Pierre Roggeman           | Belgique    | Attaquant         | 24/06/1926        | 1946-1954            | 129 (0)           | 38   |
| Paulus Roiha              | Finlande    | Attaquant         | 3/08/1980         | 2004-2006            | 43 (41)           | 10   |
| Marin Roje                | Belgique    | Défenseur         | 12/09/1931        | 1949-1962            | 305 (4)           | 1    |
| Albéric Roose             | Belgique    | Milieu de terrain | 26/11/1883        | 1908-1912            | 66 (66)           | 2    |
| André Roose               | Belgique    | Défenseur         | 15/11/1909        | 1932-1934            | 2 (2)             | 0    |
| Albertos Roussos          | Grèce       | Milieu de terrain | 22/02/1996        | 2015-2016            | 1 (0)             | 0    |
| Hajrudin Rovčanin         | Yougoslavie | Attaquant         | 4/01/1956         | 1986-1987            | 13 (10)           | 1    |
| Rudy                      | Portugal    | Attaquant         | 5/01/1989         | 2011-2013            | 35 (33)           | 13   |
| Albert Ruysschaert        | Belgique    | Défenseur         | 7/06/1915         | 1931-1932            | 1 (1)             | 0    |
| Arthur Ruysschaert        | Belgique    | Attaquant         | 21/02/1910        | 1925-1944            | 372 (312)         | 118  |
| Willy Ryckebusch          | Belgique    | Attaquant         | 20/06/1936        | 1954-1955            | 2 (0)             | 1    |
| Adrien Ryde               | Belgique    | Attaquant         | 13/04/1924        | 1945-1948            | 25 (8)            | 9    |
| Étienne Ryde              | Belgique    | Défenseur         | 21/02/1931        | 1949-1951            | 16 (0)            | 2    |

## T
| Joueur                       | Nationalité                      | Position          | Date de naissance | Période(s) | Matches (dont D1) | Buts |
| ---------------------------- | -------------------------------- | ----------------- | ----------------- | ---------- | ----------------- | ---- |
| Ricky Talan                  | Pays-Bas                         | Attaquant         | 3/11/1960         | 1981-1982  | 14 (13)           | 2    |
| Emmanuel Talloen             | Belgique                         | Défenseur         | 5/01/1961         | 1979-1982  | 13 (12)           | 0    |
| Albert Tanghe                | Belgique                         | Attaquant         | 11/03/1917        | 1933-1939  | 32 (14)           | 7    |
| Günther Tanghe               | Belgique                         | Gardien de but    | 6/09/1979         | 1997-1998  | 1 (0)             | 0    |
| Jérémy Taravel               | France                           | Défenseur         | 17/04/1987        | 2017-...   | 24 (0)            | 3    |
| Obidiah Tarumbwa             | Zimbabwe                         | Attaquant         | 25/11/1985        | 2007-2009  | 6 (6)             | 0    |
| Gilbert Thibaut de Maisières | Belgique                         | Défenseur         | 27/01/1914        | 1936-1938  | 6 (0)             | 1    |
| Guy Thys                     | Zimbabwe                         | Attaquant         | 6/12/1922         | 1954-1958  | 113 (0)           | 43   |
| Arthur Timmerman             | Belgique                         | Milieu de terrain | 19/07/1895        | 1912-1914  | 6 (6)             | 2    |
| Étienne Timmerman            | Belgique                         | Défenseur         | 28/12/1907        | 1928-1929  | 1 (1)             | 0    |
| Jerko Tipurić                | Croatie                          | Défenseur         | 14/06/1960        | 1989-1992  | 103 (99)          | 6    |
| Jürgen Todebusch             | Allemagne de l'Ouest             | Attaquant         | 19/02/1944        | 1970-1972  | 35 (6)            | 12   |
| Jerry Tondelua               | République démocratique du Congo | Attaquant         | 27/02/1975        | 1997-1999  | 30 (0)            | 13   |
| Gábor Torma                  | Hongrie                          | Attaquant         | 1/08/1976         | 1994-1997  | 85 (75)           | 33   |
| Guévin Tormin                | France                           | Attaquant         | 28/10/1997        | 2017-...   | 26 (0)            | 7    |
| Charles Traen                | Belgique                         | Milieu de terrain | 1/08/1976         | 1935-1943  | 50 (38)           | 0    |
| Octave Traen                 | Belgique                         | Attaquant         | 6/11/1889         | 1907-1909  | 6 (6)             | 0    |
| Louis Trypsteen              | Belgique                         | Défenseur         | 29/04/1924        | 1942-1944  | 36 (36)           | 1    |

## U
| Joueur         | Nationalité | Position          | Date de naissance | Période(s) | Matches (dont D1) | Buts |
| -------------- | ----------- | ----------------- | ----------------- | ---------- | ----------------- | ---- |
| Michael Uchebo | Nigeria     | Attaquant         | 27/09/1990        | 2012-2014  | 76 (67)           | 10   |
| Naomichi Ueda  | Japon       | Défenseur         | 24/10/1994        | 2012-2014  | 0 (0)             | 0    |
| Kari Ukkonen   | Finlande    | Milieu de terrain | 19/02/1961        | 1982-1986  | 129 (107)         | 19   |

## V
| Joueur                          | Nationalité        | Position          | Date de naissance | Période(s)                      | Matches (dont D1) | Buts |
| ------------------------------- | ------------------ | ----------------- | ----------------- | ------------------------------- | ----------------- | ---- |
| Nico Vaesen                     | Belgique           | Gardien de but    | 27/09/1990        | 1993-1995                       | 76 (67)           | 10   |
| Vagner Gonçalves                | Brésil             | Milieu de terrain | 27/04/1996        | 2017                            | 1 (0)             | 0    |
| Sam Valcke                      | Belgique           | Attaquant         | 16/12/1992        | 2014-2016                       | 42 (11)           | 9    |
| Vít Valenta                     | République tchèque | Milieu de terrain | 4/01/1983         | 2005-2007                       | 17 (17)           | 1    |
| Thibaut Van Acker               | Belgique           | Milieu de terrain | 21/11/1991        | 2013-2016                       | 99 (58)           | 5    |
| Willy Van Acker                 | Belgique           | Attaquant         | 20/12/1939        | 1969-1971                       | 42 (0)            | 16   |
| Edgard Van Boxtaele             | Belgique           | Milieu de terrain | 2/12/1888         | 1905-1907                       | 23 (23)           | 2    |
| Émile Van Cappel                | Belgique           | Milieu de terrain | 5/11/1903         | 1922-1926                       | 11 (11)           | 1    |
| Albert Van Cleynenbreugel       | Belgique           | Attaquant         | 10/02/1910        | 1930-1932                       | 11 (11)           | 2    |
| Albert Van Coile                | Belgique           | Défenseur         | 27/03/1900        | 1919-1927                       | 182 (178)         | 26   |
| Camiel Van Damme                | Belgique           | Milieu de terrain | 24/05/1927        | 1943-1944                       | 1 (1)             | 0    |
| Jens Van Damme                  | Belgique           | Attaquant         | 23/01/1989        | 2006-2007                       | 1 (1)             | 0    |
| Miguel Van Damme                | Belgique           | Gardien de but    | 25/09/1993        | 2014-...                        | 43 (4)            | 0    |
| Tibo Van De Velde               | Belgique           | Milieu de terrain | 5/12/1993         | 2015-2016                       | 12 (0)            | 0    |
| Léon Van de Vijver              | Belgique           | Attaquant         | 25/06/1934        | 1954-1955                       | 1 (0)             | 0    |
| Richard van de Walle de Ghelcke | Belgique           | Gardien de but    | 18/04/1877        | 1900-1902                       | 13 (13)           | 0    |
| Serge Van De Walle              | Belgique           | Défenseur         | 2/10/1971         | 1992-1994                       | 46 (44)           | 2    |
| Marc Van den Abeele             | Belgique           | Attaquant         | 21/02/1957        | 1977-1978                       | 1 (1)             | 0    |
| Hans Van Den Broeck             | Belgique           | Défenseur         | 20/08/1960        | 1984-1987                       | 44 (35)           | 1    |
| Brecht Van Der Beke             | Belgique           | Milieu de terrain | 21/08/1993        | 2012-2013                       | 1 (1)             | 0    |
| Jan van der Hoeven              | Belgique           | Attaquant         | 3/11/1929         | 1949-1953                       | 42 (0)            | 6    |
| Robert van der Schildt          | Pays-Bas           | Attaquant         | ?                 | 1902-1903                       | 1 (1)             | 0    |
| Léon Van Eeghem                 | Belgique           | Attaquant         | 18/05/1883        | 1901-1902                       | 1 (1)             | 0    |
| Carlos Van Eenoo                | Belgique           | Milieu de terrain | 2/02/1938         | 1958-1959                       | 1 (0)             | 0    |
| Geert Van Eenoo                 | Belgique           | Défenseur         | 30/09/1973        | 1994-2000                       | 24 (6)            | 0    |
| Lukas Van Eenoo                 | Belgique           | Milieu de terrain | 6/02/1991         | 2008-2013                       | 148 (124)         | 18   |
| Richard Van Gassen              | Belgique           | Milieu de terrain | 1/04/1928         | 1953-1958                       | 131 (0)           | 26   |
| Cyrille Van Haverbeke           | Belgique           | Gardien de but    | 28/09/1896        | 1923-1924                       | 1 (1)             | 0    |
| Hendrik Van Hende               | Belgique           | Milieu de terrain | 17/07/1969        | 2001-2002                       | 37 (0)            | 0    |
| Eugeen Van Hoorickx             | Belgique           | Milieu de terrain | 16/05/1904        | 1922-1931                       | 147 (139)         | 6    |
| Léopold Van Hoorickx            | Belgique           | Attaquant         | 12/05/1902        | 1925-1928                       | 4 (4)             | 1    |
| Frans van Houtte                | Belgique           | Attaquant         | 14/06/1890        | 1907-1925                       | 154 (150)         | 39   |
| Koen Van Hove                   | Belgique           | Attaquant         | 29/12/1966        | 1984-1985                       | 1 (0)             | 0    |
| Arthur van Huizen               | Belgique           | Attaquant         | 10/06/1967        | 1984-1987                       | 2 (2)             | 0    |
| Edmond Van Iseghem              | Belgique           | Gardien de but    | 12/04/1913        | 1935-1938                       | 1 (0)             | 0    |
| Marc Van Iseghem                | Belgique           | Milieu de terrain | 28/01/1955        | 1975-1978                       | 32 (31)           | 2    |
| Bram van Kerkhof                | Pays-Bas           | Défenseur         | 1/11/1948         | 1974-1985                       | 339 (291)         | 14   |
| Joseph Van Kersschaever         | Belgique           | Attaquant         | 9/12/1903         | 1928-1929                       | 11 (11)           | 1    |
| Marc Van Lancker                | Belgique           | Milieu de terrain | 17/09/1952        | 1972-1973                       | 12 (10)           | 1    |
| Gianni Van Landschoot           | Belgique           | Milieu de terrain | 21/08/1992        | 2012-2013                       | 1 (1)             | 0    |
| André Van Lommel                | Belgique           | Défenseur         | 21/02/1946        | 1974-1977                       | 78 (71)           | 1    |
| Daniel Van Loo                  | Belgique           | Attaquant         | 9/02/1946         | 1965-1967                       | 3 (2)             | 1    |
| Willy Van Loo                   | Belgique           | Milieu de terrain | 4/04/1911         | 1933-1936                       | 57 (57)           | 15   |
| Albert Van Loocke               | Belgique           | Défenseur         | 27/09/1912        | 1930-1933                       | 3 (3)             | 0    |
| Achille Van Maele               | Belgique           | Milieu de terrain | 23/01/1884        | 1903-1906                       | 7 (7)             | 0    |
| Dominique Van Maele             | Belgique           | Défenseur         | 15/09/1970        | 1996-1998                       | 67 (28)           | 4    |
| Fernand Van Middel              | Belgique           | Milieu de terrain | 24/07/1925        | 1947-1953                       | 79 (13)           | 1    |
| Tom Van Mol                     | Belgique           | Défenseur         | 12/10/1972        | 2004-2008                       | 110 (103)         | 2    |
| Hennie van Nee                  | Pays-Bas           | Attaquant         | 13/08/1939        | 1969-1970                       | 25 (0)            | 5    |
| Eric Van Overbeke               | Belgique           | Attaquant         | 6/07/1944         | 1963-1968                       | 49 (14)           | 4    |
| Firmin Van Pottelberghe         | Belgique           | Attaquant         | 1/01/1917         | 1933-1938                       | 3 (1)             | 1    |
| Urbain Van Pottelberghe         | Belgique           | Gardien de but    | 30/09/1914        | 1931-1932, 1935-1936, 1942-1944 | 21 (21)           | 0    |
| Henri Van Poucke                | Belgique           | Milieu de terrain | 9/05/1906         | 1924-1939                       | 322 (268)         | 50   |
| Walter Van Poucke               | Belgique           | Milieu de terrain | 29/07/1948        | 1970-1977                       | 102 (72)          | 3    |
| Kristoff Van Robays             | Belgique           | Milieu de terrain | 1/12/1978         | 1999-2004                       | 152 (26)          | 2    |
| Médard Van Rolleghem            | Belgique           | Attaquant         | 31/08/1908        | 1926-1928                       | 2 (1)             | 1    |
| Karel Van Roose                 | Belgique           | Milieu de terrain | 1/04/1990         | 2010-2016                       | 149 (101)         | 2    |
| Hans van Someren                | Pays-Bas           | Gardien de but    | 15/01/1954        | 1980-1981                       | 9 (8)             | 0    |
| Joseph Van Tomme                | Belgique           | Attaquant         | 5/11/1913         | 1933-1935                       | 8 (8)             | 0    |
| Joseph Van Vlaenderen           | Belgique           | Défenseur         | 15/03/1939        | 1957-1960                       | 26 (0)            | 0    |
| Robert Van Vlaenderen           | Belgique           | Milieu de terrain | 27/10/1924        | 1943-1950                       | 62 (14)           | 1    |
| Frans Van Walleghem             | Belgique           | Milieu de terrain | 26/10/1887        | 1908-1909                       | 10 (10)           | 0    |
| Joseph Van Wassenhove           | Belgique           | Défenseur         | 11/03/1892        | 1908-1910                       | 4 (4)             | 0    |
| Wesley Vanbelle                 | Belgique           | Défenseur         | 5/08/1986         | 2015-2018                       | 63 (0)            | 2    |
| André Vandamme                  | Belgique           | Milieu de terrain | 16/01/1932        | 1952-1958                       | 22 (0)            | 1    |
| Silveer Vanden Berghe           | Belgique           | Défenseur         | 18/06/1924        | 1945-1953                       | 53 (6)            | 0    |
| Grégoire Vanden Broele          | Belgique           | Milieu de terrain | 24/02/1907        | 1924-1927                       | 8 (8)             | 0    |
| Aimé Vanden Weghe               | Belgique           | Attaquant         | 3/09/1889         | 1906-1907                       | 12 (12)           | 1    |
| Johan Vandenabeele              | Belgique           | Attaquant         | 21/02/1916        | 1935-1939                       | 50 (19)           | 28   |
| Bram Vandenbussche              | Belgique           | Défenseur         | 1/02/1981         | 2000-2009                       | 206 (119)         | 0    |
| Brian Vandenbussche             | Belgique           | Gardien de but    | 24/09/1981        | 2017-...                        | 0 (0)             | 0    |
| Franky Vandendriessche          | Belgique           | Gardien de but    | 7/04/1971         | 2005-2007                       | 60 (58)           | 0    |
| Hugo Vandenheede                | Belgique           | Attaquant         | 4/02/1963         | 1981-1984                       | 4 (4)             | 0    |
| Michel Vanderbauwhede           | Belgique           | Attaquant         | 19/05/1901        | 1920-1932                       | 231 (224)         | 109  |
| Luc Vanderbeken                 | Belgique           | Attaquant         | 30/07/1953        | 1974-1975                       | 1 (1)             | 0    |
| Jozef Vandercruyssen            | Belgique           | Attaquant         | 1/09/1923         | 1953-1955                       | 33 (0)            | 16   |
| Delphin Vanderhaegen            | Belgique           | Défenseur         | 10/09/1937        | 1961-1967                       | 170 (144)         | 1    |
| Yves Vanderhaeghe               | Belgique           | Milieu de terrain | 30/01/1970        | 1987-1988                       | 1 (1)             | 0    |
| Mathieu Vanderschaeghe          | Belgique           | Gardien de but    | 14/05/1996        | 2016-2017                       | 3 (0)             | 0    |
| Luc Vanderschommen              | Belgique           | Gardien de but    | 21/09/1954        | 1976-1980                       | 131 (88)          | 7    |
| Jan Vanderweeën                 | Belgique           | Milieu de terrain | 6/02/1959         | 1978-1983                       | 122 (87)          | 4    |
| Maxim Vandewalle                | Belgique           | Attaquant         | 9/08/1995         | 2016-2017                       | 0 (0)             | 0    |
| Eric Vandewiele                 | Belgique           | Défenseur         | 19/01/1945        | 1964-1966                       | 9 (7)             | 0    |
| Jan Vandyck                     | Belgique           | Gardien de but    | ?                 | 1920-1921                       | 1 (1)             | 0    |
| Wim Vandycke                    | Belgique           | Attaquant         | 19/01/1945        | 1977-1978                       | 4 (4)             | 0    |
| Kris Vangaever                  | Belgique           | Attaquant         | 15/02/1972        | 1989-1990                       | 5 (5)             | 1    |
| Franky Vanhaecke                | Belgique           | Attaquant         | 9/04/1954         | 1971-1975                       | 91 (84)           | 36   |
| Flavien Vanhalme                | Belgique           | Milieu de terrain | 31/05/1897        | 1919-1926                       | 88 (88)           | 13   |
| Florimond Vanhalme              | Belgique           | Milieu de terrain | 21/03/1895        | 1911-1931                       | 329 (320)         | 35   |
| Marcel Vanhalme                 | Belgique           | Milieu de terrain | 18/01/1923        | 1941-1948                       | 141 (87)          | 8    |
| Jozef Vanhecke                  | Belgique           | Milieu de terrain | 13/12/1917        | 1934-1937                       | 19 (7)            | 0    |
| Erwin Vanhoucke                 | Belgique           | Attaquant         | 4/05/1965         | 1983-1984                       | 2 (2)             | 0    |
| Willy Vanhoucke                 | Belgique           | Attaquant         | 31/12/1919        | 1943-1944                       | 30 (30)           | 7    |
| Charles Vanhoutte               | Belgique           | Milieu de terrain | 16/09/199         | 2018-...                        | ? (0)             | 0    |
| André Vanhullebus               | Belgique           | Milieu de terrain | 2/06/1923         | 1945-1948                       | 30 (19)           | 5    |
| Médard Vansteenkiste            | Belgique           | Attaquant         | 25/10/1917        | 1943-1944                       | 20 (20)           | 7    |
| Jef Vanthournout                | Belgique           | Milieu de terrain | 2/10/1961         | 1983-1990                       | 208 (177)         | 4    |
| Wietse Veenstra                 | Pays-Bas           | Milieu de terrain | 18/02/1946        | 1976-1979                       | 70 (42)           | 4    |
| Bram Verbist                    | Belgique           | Gardien de but    | 5/03/1983         | 2007-2013                       | 156 (135)         | 0    |
| André Verbruggen                | Belgique           | Milieu de terrain | 13/11/1913        | 1930-1937                       | 28 (27)           | 6    |
| Edmond Verbruggen               | Belgique           | Attaquant         | 15/03/1882        | 1900-1914                       | 183 (180)         | 22   |
| John Vercammen                  | Belgique           | Milieu de terrain | 4/01/1952         | 1975-1979                       | 116 (88)          | 13   |
| Luc Vercammen                   | Belgique           | Attaquant         | 17/01/1949        | 1969-1971                       | 9 (0)             | 1    |
| Robert Vercruysse               | Belgique           | Attaquant         | 4/01/1924         | 1945-1946                       | 1 (1)             | 1    |
| Fabio Vergucht                  | Belgique           | Attaquant         | 17/10/1976        | 2001-2003                       | 28 (0)            | 7    |
| Bernard Verheecke               | Belgique           | Attaquant         | 13/01/1957        | 1973-1976, 1983-1985            | 101 (92)          | 26   |
| Jan Verhelst                    | Belgique           | Attaquant         | 13/04/1983        | 2002-2003                       | 1 (0)             | 0    |
| Marc Verheye                    | Belgique           | Milieu de terrain | 1/07/1942         | 1960-1961                       | 1 (0)             | 0    |
| Roger Verkeyn                   | Belgique           | Milieu de terrain | 17/10/1941        | 1966-1970                       | 86 (0)            | 1    |
| Ayron Verkindere                | Belgique           | Milieu de terrain | 17/05/1997        | 2013-2016                       | 13 (7)            | 0    |
| Raoul Verleye                   | Belgique           | Gardien de but    | 25/04/1928        | 1949-1958                       | 214 (0)           | 0    |
| Julien Vermeersch               | Belgique           | Milieu de terrain | 10/04/1915        | 1936-1939                       | 42 (12)           | 0    |
| Maurice Vermeersch              | Belgique           | Attaquant         | 7/04/1886         | 1903-1905                       | 7 (7)             | 0    |
| René Vermeersch                 | Belgique           | Attaquant         | 7/11/1904         | 1926-1930                       | 14 (12)           | 0    |
| Charles Vernimme                | Belgique           | Attaquant         | 13/08/1908        | 1926-1931                       | 75 (69)           | 9    |
| Camille Verriest                | Belgique           | Attaquant         | 4/08/1884         | 1901-1903                       | 4 (4)             | 1    |
| Jules Verriest                  | Belgique           | Milieu de terrain | 19/05/1946        | 1965-1981                       | 492 (293)         | 8    |
| Adri Versluys                   | Pays-Bas           | Attaquant         | 1/05/1946         | 1974-1977                       | 109 (101)         | 18   |
| Aimé Verstraete                 | Belgique           | Défenseur         | 11/09/1880        | 1900-1902                       | 10 (10)           | 0    |
| Edmond Verté                    | Belgique           | Attaquant         | 25/10/1927        | 1945-1953                       | 139 (6)           | 36   |
| Igor Vetokele                   | Belgique           | Attaquant         | 23/03/1992        | 2011-2012                       | 40 (38)           | 9    |
| Denis Viane                     | Belgique           | Défenseur         | 2/10/1977         | 1997-2012                       | 385 (203)         | 2    |
| Arnar Viðarsson                 | Islande            | Milieu de terrain | 15/03/1978        | 2008-2014                       | 124 (120)         | 18   |
| Christophe Vincent              | France             | Milieu de terrain | 8/11/1992         | 2017-2018                       | 20 (0)            | 1    |
| Victor Alexander da Silva       | Brésil             | Défenseur         | 23/07/1999        | 2018-...                        | 20 (0)            | 1    |
| Andy Vlahos                     | Australie          | Attaquant         | 20/04/1976        | 2003-2005                       | 59 (54)           | 8    |
| Albert Vollekindt               | Belgique           | Milieu de terrain | 25/02/1910        | 1931-1932                       | 1 (1)             | 0    |
| Roman Vonášek                   | République tchèque | Milieu de terrain | 8/07/1968         | 2002-2003                       | 12 (0)            | 4    |
| Jelle Vossen                    | Belgique           | Attaquant         | 22/03/1989        | 2009-2010                       | 23 (17)           | 8    |
| Zdenko Vukasović                | Yougoslavie        | Gardien de but    | 19/09/1941        | 1969-1972                       | 91 (24)           | 1    |
| Raphaël Vyncke                  | Belgique           | Attaquant         | 17/05/1885        | 1904-1906                       | 9 (9)             | 2    |

## W
| Joueur               | Nationalité          | Position          | Date de naissance | Période(s) | Matches (dont D1) | Buts |
| -------------------- | -------------------- | ----------------- | ----------------- | ---------- | ----------------- | ---- |
| Andreas Wagner       | Allemagne de l'Ouest | Attaquant         | 9/03/1957         | 1979-1980  | 14 (12)           | 4    |
| Gustave Wardenier    | Belgique             | Défenseur         | 24/04/1882        | 1900-1903  | 9 (9)             | 1    |
| Jerome Watt          | Angleterre           | Milieu de terrain | 20/10/1984        | 2004-2005  | 2 (2)             | 0    |
| Paul Weaver          | Écosse               | Milieu de terrain | 27/02/1986        | 2004       | 1 (1)             | 0    |
| Josip Weber          | Croatie              | Attaquant         | 16/11/1964        | 1988-1994  | 204 (196)         | 136  |
| Édouard Weghsteen    | Belgique             | Milieu de terrain | 9/02/1982         | 1900-1908  | 41 (41)           | 0    |
| Willy Wellens        | Belgique             | Milieu de terrain | 29/03/1954        | 1991-1993  | 63 (60)           | 1    |
| Olivier Werner       | Belgique             | Gardien de but    | 16/04/1985        | 2014-2015  | 37 (33)           | 0    |
| Dwight Wille         | Belgique             | Défenseur         | 25/10/1989        | 2007-2009  | 0 (0)             | 0    |
| Alfred Willems       | Belgique             | Attaquant         | 31/07/1887        | 1905-1906  | 1 (1)             | 0    |
| Stef Wils            | Belgique             | Milieu de terrain | 2/08/1982         | 2012-2015  | 85 (77)           | 1    |
| Didier Wittebole     | Belgique             | Attaquant         | 22/11/1965        | 1986-1987  | 38 (31)           | 10   |
| Dieter Wittesaele    | Belgique             | Attaquant         | 21/01/1989        | 2006-2007  | 1 (1)             | 0    |
| Gilbert Wittevrongel | Belgique             | Attaquant         | 8/03/1932         | 1949-1950  | 1 (0)             | 0    |
| Robert Wittevrongel  | Belgique             | Défenseur         | 14/11/1938        | 1958-1964  | 73 (44)           | 0    |
| Étienne Wybaillie    | Belgique             | Défenseur         | 31/01/1924        | 1945-1948  | 16 (5)            | 0    |
| Roger Wybo           | Belgique             | Attaquant         | 21/11/1933        | 1954-1955  | 1 (0)             | 0    |

## X
| Joueur | Nationalité | Position  | Date de naissance | Période(s) | Matches (dont D1) | Buts |
| ------ | ----------- | --------- | ----------------- | ---------- | ----------------- | ---- |
| Xandão | Brésil      | Défenseur | 23/02/1988        | 2018       | 5 (0)             | 0    |

## Y
| Joueur        | Nationalité | Position  | Date de naissance | Période(s) | Matches (dont D1) | Buts |
| ------------- | ----------- | --------- | ----------------- | ---------- | ----------------- | ---- |
| Ivan Yagan    | Arménie     | Attaquant | 11/10/1989        | 2015-2017  | 70 (0)            | 24   |
| Wang Yang     | Chine       | Attaquant | 26/07/1989        | 2009-2012  | 23 (20)           | 1    |
| Oleh Yashchuk | Ukraine     | Attaquant | 26/10/1977        | 2007-2012  | 166 (146)         | 45   |

## Z
| Joueur          | Nationalité | Position  | Date de naissance | Période(s) | Matches (dont D1) | Buts |
| --------------- | ----------- | --------- | ----------------- | ---------- | ----------------- | ---- |
| Marcel Zanders  | Belgique    | Attaquant | 24/05/1941        | 1969-1970  | 1 (0)             | 0    |
| Pieter Zeenaeme | Belgique    | Attaquant | 26/10/1977        | 1998-2002  | 29 (0)            | 1    |